# McDonnell Douglas F/A-18 Hornet
Pour les articles homonymes, voir F-18 et Hornet.
Le McDonnell Douglas F/A-18 Hornet est un avion de combat multirôle américain, initialement destiné à être embarqué à bord de porte-avions de l'US Navy. Mis en service au début des années 1980, il a été construit entre 1974 et 2000 à 1 480 exemplaires et exporté dans une dizaine de pays. Il est le deuxième avion de combat le plus utilisé dans le monde en 2012 avec, selon une estimation, 1 005 appareils en activité, soit 6 % de la flotte mondiale d'avions de combat. Le Boeing F/A-18E/F Super Hornet est son successeur.

## Conception

### Du Cobra au Hornet

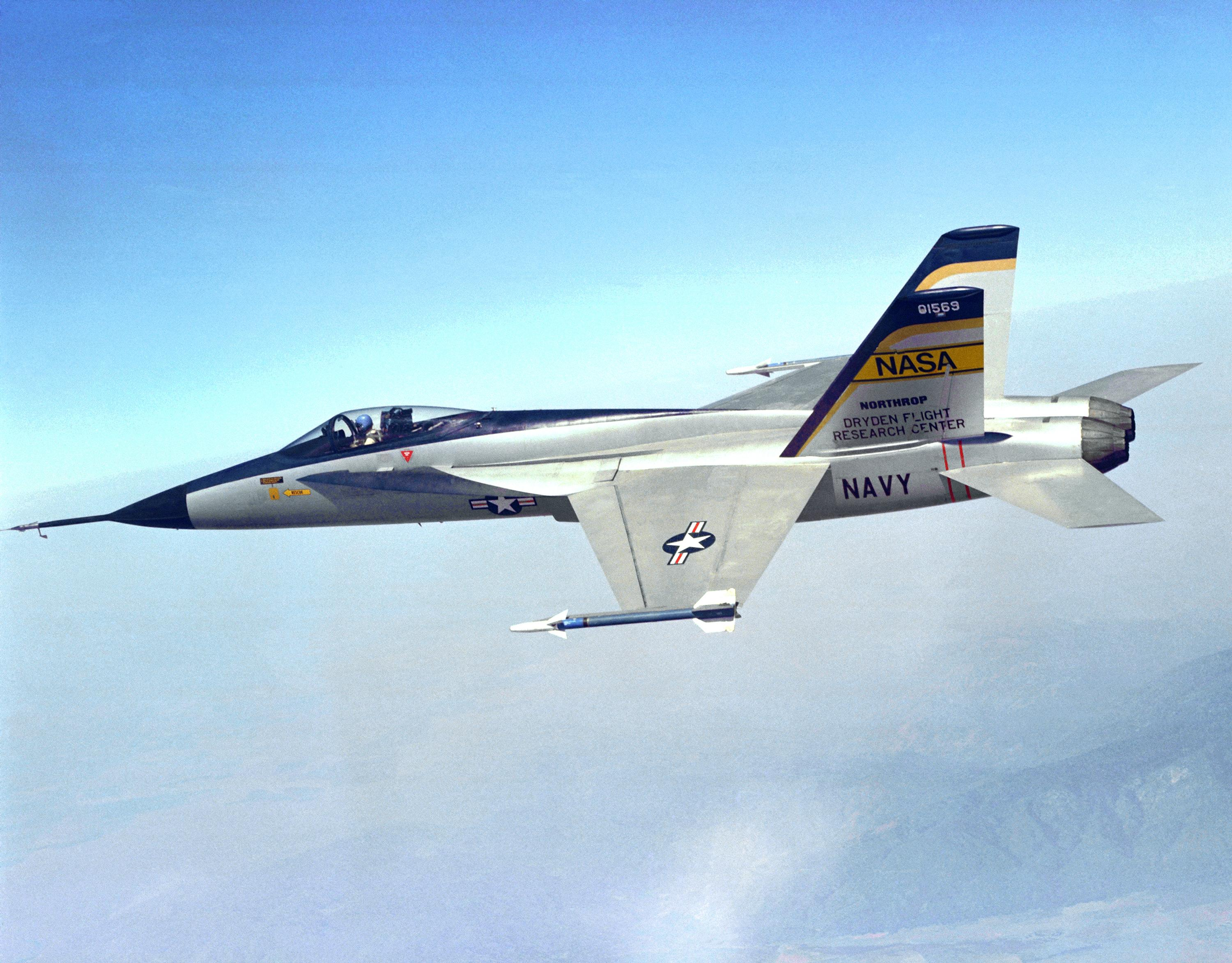
Un YF-17.

Le F/A-18 Hornet a pour ancêtre le P-530, un prototype destiné à être le successeur du renommé F-5 Freedom Fighter de Northrop. Le P-530 reçut rapidement le surnom de « Cobra », et fut à l'origine conçu pour être un chasseur multirôle relativement léger et d'un prix raisonnable, capable d'effectuer des missions d'attaque au sol aussi bien que d'assurer la supériorité aérienne.
En janvier 1971, un appel d'offres est lancé dans le cadre du programme Light Weight Fighter, visant à doter l'US Air Force d'un chasseur léger de neuf tonnes, destiné à servir de démonstrateur technologique. Ce programme (LWF) ne devait être qu'une évaluation d'un chasseur léger sans commande de la part du Pentagone. Cinq concurrents se présentent : Boeing, General Dynamics, Ling-Temco-Vought, Lockheed et Northrop, avec son P-530 devenu entre-temps le P-600. Le 13 avril 1972, deux projets sont retenus : l'YF-16 de General Dynamics, et l'YF-17 de Northrop. Un prototype de chaque avion est commandé pour évaluation. En 1974, dans le cadre d'un projet OTAN, la Belgique, le Danemark, la Norvège, et les Pays-Bas sont à la recherche d'un chasseur léger devant remplacer les F-104. Le gagnant de la compétition LWF a de fortes chances de remporter le marché OTAN (1973). Les concurrents sont les YF-16 et YF-17, auxquels sont venus s'ajouter le Mirage F-1E et le Saab JA-37. Dès lors, avec une commande potentielle de plus de 800 appareils de combat, l’US Air Force modifie la fiche programme LWF et lance le Programme ACF (Air Combat Fighter), devant compléter le McDonnell Douglas F-15 Eagle. L'YF-16 est choisi par l'OTAN et, le 13 janvier 1975, l’US Air Force annonce que l'YF-16 est retenu pour le programme ACF.
De son côté, l'US Navy recherchait à la fois un successeur à ses A-7 Corsair II et F-4, mais aussi un complément, voire un possible remplaçant, au tout nouveau F-14 Tomcat, qui posait des problèmes de fiabilité. Des demandes de propositions sont envoyées à six constructeurs (dont General Dynamics, Northrop et McDonnell Douglas), mais le Congrès impose en 1975 de choisir entre l'YF-16 et l'YF-17. En collaboration avec Vought, General Dynamics propose une version aéronavale de l'YF-16. Northrop s'associe de son côté avec McDonnell Douglas pour une version adaptée de l'YF-17. L'YF-16 est retenu par l'USAF à cause de son meilleur rayon d'action et de l'utilisation du moteur Pratt & Whitney F100, le même que celui des F-15. Mais la formule biréacteur de l'YF-17 convient davantage à l'US Navy, et ce projet est retenu en 1976.
Ne retenant que la configuration générale de l'YF-17, le futur Hornet est en fait un avion complètement différent, qui pèse près de 5 tonnes en plus. Au départ, il est prévu qu'il soit produit en deux versions : le F-18, optimisé pour le combat aérien (F pour « Fighter »), et le A-18, pour les attaques au sol (A pour « Attack »). Il est très rapidement devenu évident qu'un seul et même avion pourrait accomplir les deux tâches, et est donc renommé F/A-18.

### La première génération

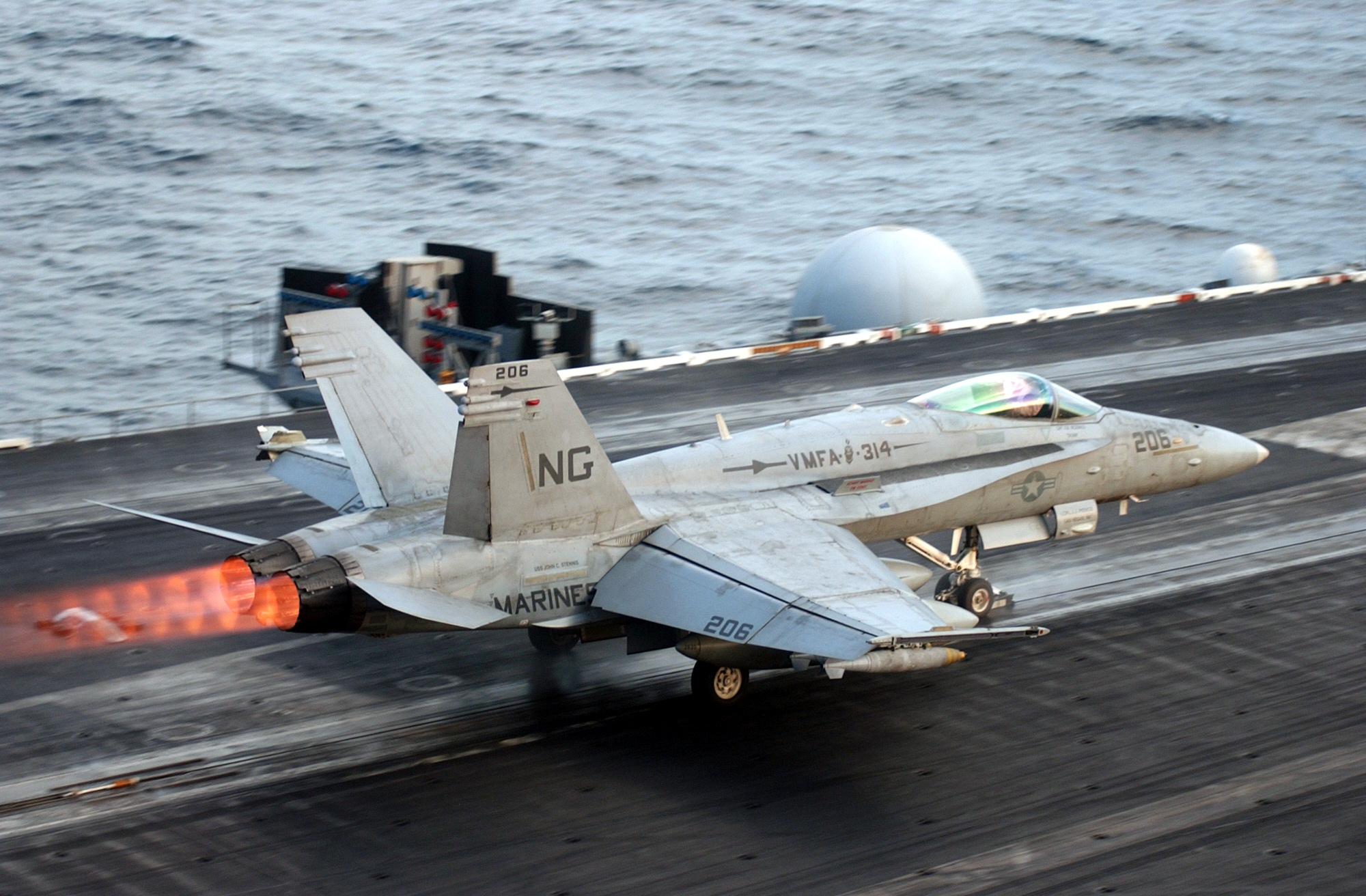
F/A-18 au catapultage, avec la postcombustion activée.

Le F/A-18A fit son premier vol le 18 novembre 1978, piloté par le pilote d'essais en chef de McDonnell Douglas, Jack Krings. Ce vol fut effectué à partir de l'usine de fabrication d'avions de McDonnell à Saint Louis. Les tests des premiers appareils construits (neuf monoplaces et deux biplaces) furent effectués au Naval Air Test Center, dans le Maryland. Ce fut le programme le plus problématique et le plus coûteux qu'ait alors entrepris la Navy, en partie à cause de l'inflation de la fin des années 1970, qui causa d'inévitables surcoûts et de périodiques tollés du Congrès réclamant l'annulation du programme dans son intégralité. Toutefois la conception du F/A-18 Hornet surmonta toutes les difficultés, et le premier escadron opérationnel fut le VMFA-314 de l'US Marine Corps, basé à la base aérienne d'El Toro en Californie, en janvier 1983. De son côté, l'US Navy déclara le VFA-113 opérationnel en mars de la même année.
380 F/A-18A et B furent construits, en comptant les neuf avions RDT&E (études, recherches, essais et évaluation) qui furent utilisés lors du programme de tests. En 1986, 53 F/A-18A Hornet et huit F/A-18B étant livrés à marine des États-Unis et 24 F/A-18A à l'aviation du Corps des Marines des États-Unis.
Ils furent suivis en 1987 par les F/A-18C et D, dotés d'une avionique modernisée et capables de tirer le missile AIM-120 AMRAAM, puis de capacités nocturnes améliorées. À partir de 1991, les Hornets reçurent un réacteur F404 amélioré, offrant 20 % de puissance supplémentaire.
Le dernier des 1 479 F/A-18 de 1re génération A/B/C/D fut livré en septembre 2000 à l'armée finlandaise. Leurs performances furent jugées décevantes pour l'US Navy : autonomie très limitée en charge, problème de vibrations au niveau de la voilure, etc. Ce constat entraîna la construction d'une nouvelle version (en fait, d'un nouvel avion, étant donné la taille fortement accrue de l'appareil) : le F/A-18 E/F Super Hornet (voir ci-dessous).
Au sein de l'aéronavale américaine, il est en cours de retrait depuis les années 2000, et en 2016 est en service seulement dans la United States Fleet Forces Command.
Le corps des marines dispose, en mai 2016, de 76 F/A-18C et, à la suite du retard accumulé par le programme du F-35, commence à recevoir 30 F/A-18C+ à partir d'octobre 2015. Il s'agit d'avions qui, après avoir été retirés du service après 6 000 heures de vol, ont été rénovés avec une nouvelle avionique, et ont reçu une extension de durée de vie de 2 000 heures.

### La seconde génération

#### Hornet 2000
Au début des années 1990, à la suite de l'abandon de l'A-12 Avenger II et à l'adaptation programmée (abandonnée entre temps, en 1993) du F-22 Raptor à l'emploi depuis un porte-avions, McDonnell Douglas proposa en remplacement un projet baptisé « Hornet 2000 ». Bien que reprenant la formule éprouvée du F/A-18 Hornet, il s'agissait en fait d'un avion entièrement nouveau, avec :
- Une structure agrandie, pour augmenter la capacité interne en carburant de 33 % ;
- Une structure et un train d'atterrissage renforcés, pour permettre d'augmenter la masse maximale au décollage et à l'atterrissage ;
- Deux pylônes supplémentaires pour l'emport de charges ;
- De nouveaux réacteurs General Electric F414, offrant 20 % de puissance supplémentaire.

#### Projet de modernisation avec le radar Anemone
En août 1988, la firme McDonnell Douglas prit contact avec Dassault Électronique pour proposer une version de l’Anemone pour l'évolution « Hornet 2000 » du F/A-18 Hornet. La société américaine avait proposé de vendre le Hornet 2000 à la Marine française comme remplacement des Crusaders vieillissants. Au cours de cette année, Dassault Électronique et Westinghouse signèrent un accord d'échange de technologies de traitement du signal et de bus de données systèmes pour les applications électroniques de Défense. Initialement, le marché permettait au processeur 32 bits de Dassault, de technologie macro-hybride, d'être adapté aux standards américains.

#### Développement
Re-désigné Boeing F/A-18E/F Super Hornet (F/A-18F pour la version biplace), le prototype de cette version a volé pour la première fois le 29 novembre 1995. Il est facilement reconnaissable à ses entrées d'air rectangulaires, et non arrondies comme sur les Hornet de première génération. Son avionique est commune à 90 % avec celle du F/A-18C Hornet, même si le poste de pilotage a été partiellement modifié. Dans la seconde tranche de production (le block 2), l'US Navy a prévu une refonte complète du poste de pilotage et de l'avionique de ses Super Hornet, comme le radar AN/APG-73 qui, bien que modernisé, accusait tout de même près de vingt ans d'existence. Le Super Hornet commence à emporter le nouveau radar AN/APG-79 à antenne active depuis 2007, et les F/A-18E et F livrés après 2004 en sont dotés en rénovation ; les machines livrées avant cette date n'ayant pas un radôme suffisamment volumineux pour recevoir ce nouveau radar. Les dernières livraisons de Super Hornet étaient prévues pour l'année fiscale 2014, mais vu le retard du F-35C, il sera produit au moins jusqu'en 2018, alors que les premiers exemplaires seront retirés en 2017. Le parc d'avions en ligne est de 550 appareils en 2016.

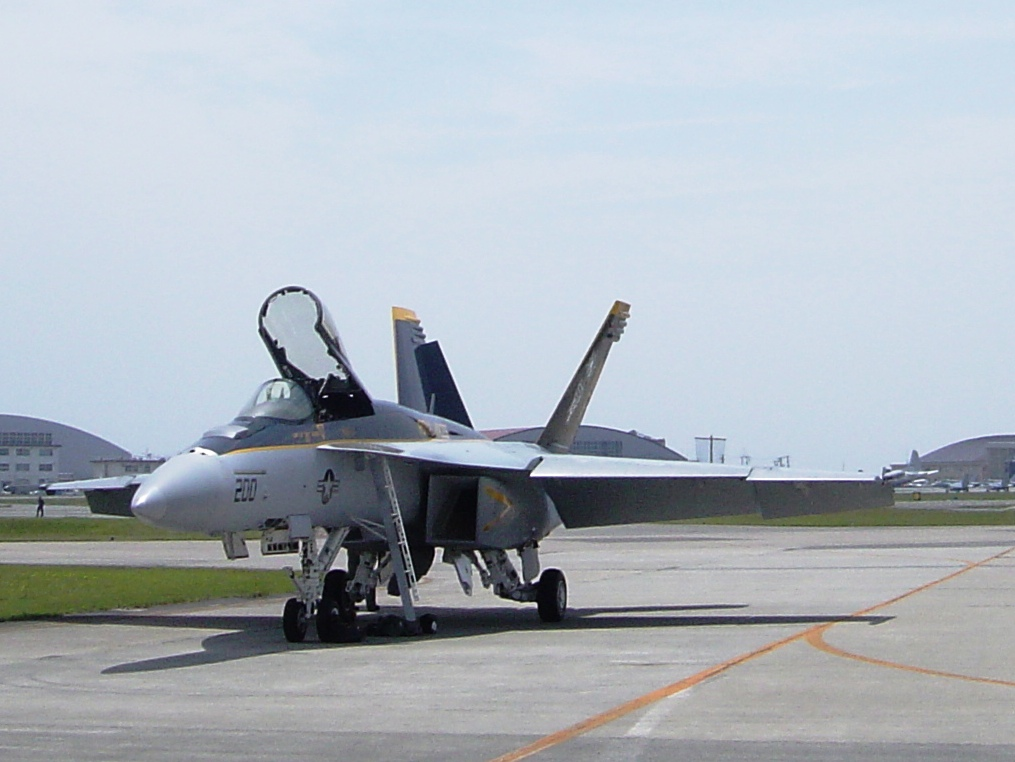
Un F/A-18E Super Hornet.

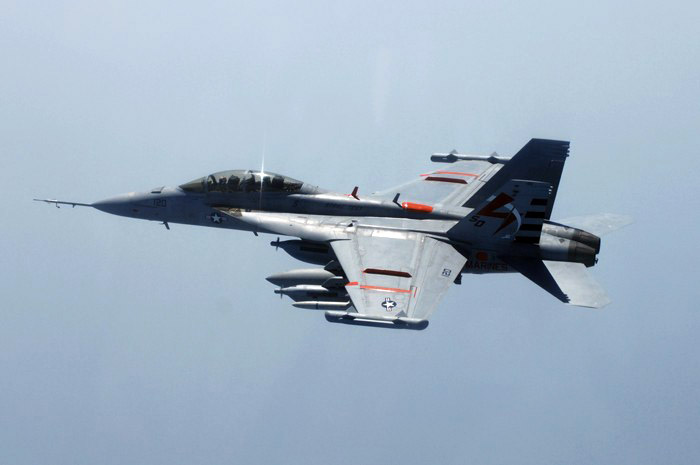
Prototype de l'E/A-18G Growler en vol. La perche à la pointe avant de l'avion n'est destinée qu'aux mesures et disparaît sur l'appareil de série.

|                                                                         | F/A-18C Hornet | F/A-18E Super Hornet |
| ----------------------------------------------------------------------- | -------------- | -------------------- |
| Envergure (avec missiles)                                               | 12,31 m        | 13,62 m              |
| Longueur                                                                | 17,07 m        | 18,31 m              |
| Hauteur                                                                 | 4,66 m         | 4,88 m               |
| Surface alaire                                                          | 37,16 m2       | 46,45 m2             |
| Carburant interne                                                       | 4 926 kg       | 6 531 kg             |
| Armement externe                                                        | 7 031 kg       | 8 051 kg             |
| Masse à vide                                                            | 10 810 kg      | 13 865 kg            |
| Masse au décollage (en mission d'attaque)                               | 23 541 kg      | 29 937 kg            |
| Rayon d'action (attaque, profil hi-lo-hi)                               | 466 km         | 627 km               |
| Endurance en mission de supériorité aérienne (à 240 km du porte-avions) | 1 h 15 min     | 2 h 15 min           |

#### Mise en service
Le Super Hornet a commencé à entrer en service dans l’US Navy en 1999, pour remplacer le F-14 Tomcat. C'est l'un des rares programmes d'armement contemporains à avoir respecté les délais et le budget prévus. En septembre 2010, les commandes américaines pour le Super Hornet se montaient à près de 700 appareils, dont la version de guerre électronique EA-18G Growler, à livrer en plusieurs tranches. Début janvier 2011, 500 exemplaires avaient été assemblés et plus de 440 livrés à l’US Navy.
La Royal Australian Air Force a commandé vingt-quatre exemplaires en 2007, pour environ six milliards de dollars australiens (3,1 milliards de dollars US), qu'elle reçoit à partir de 2010 avec quinze exemplaires livrés début janvier 2011.
Une version spécialisée pour la guerre électronique, le Boeing EA-18G Growler, entré en service en 2009, remplace le vénérable EA-6B Prowler. Il a été livré à 47 exemplaires début 2011, sur les 118 alors prévus, les dernières livraisons devant avoir lieu lors de l'année 2014. Le 100e a été livré en 2014.

### Moteurs

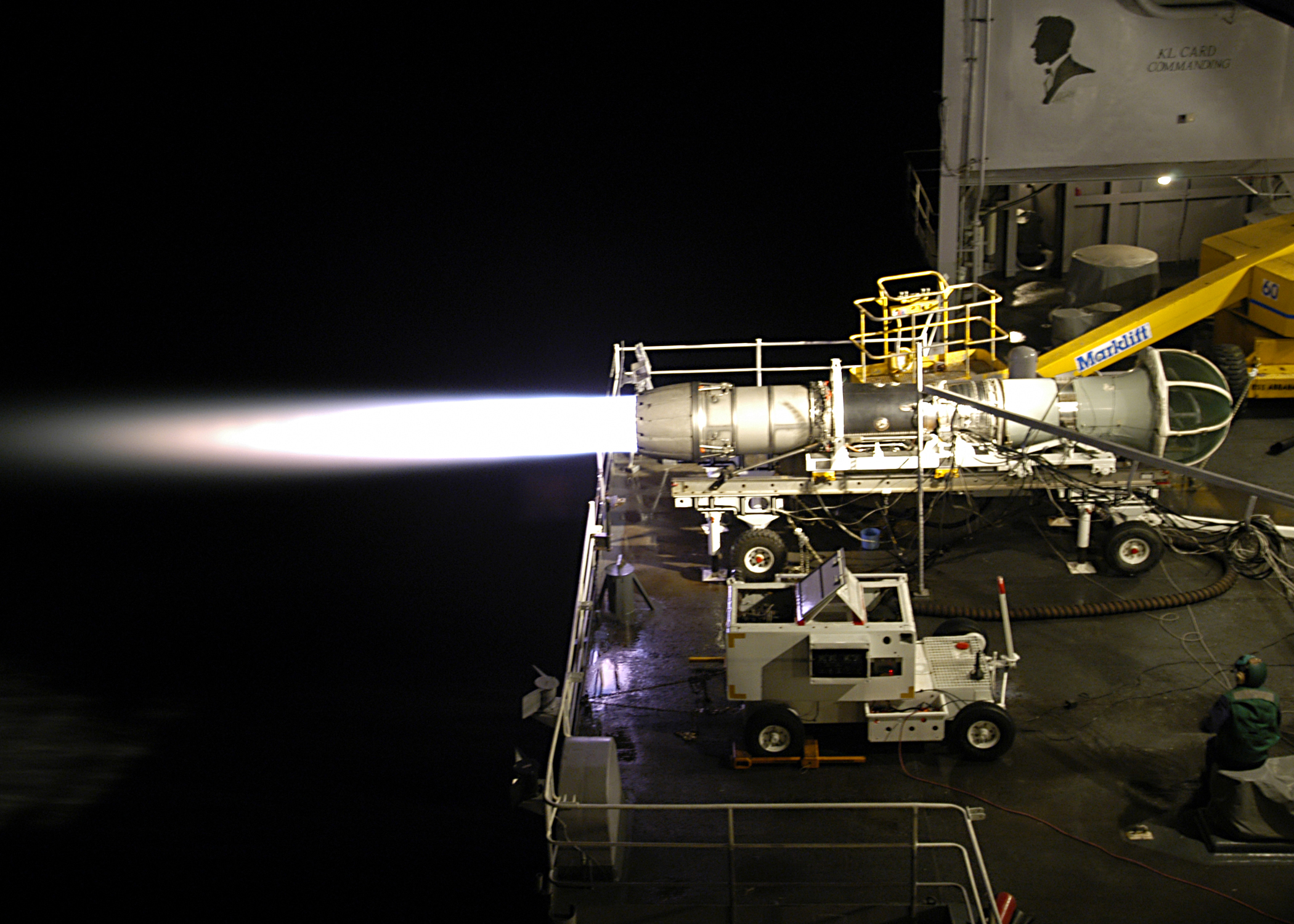
Test d'un réacteur F-404-GE-402 de F/A-18 à bord d’un porte-avions.

Les moteurs proposés pour le F/A-18 Hornet étaient les turboréacteurs à double flux avec postcombustion GE YJ-101 expérimentaux, que la Navy redésigna en tant que F-404. Les moteurs F-404 installés sur le Hornet ont à peu près la même poussée que le General Electric J79 des F-4 mais sont deux fois moins lourds, un tiers plus courts, ont 40 % de pièces en moins, sont quatre fois plus fiables, ne produisent pas de fumée et ont une meilleure plage de fonctionnement. Le F/A-18 Hornet peut atteindre un angle d'attaque de plus de 90°, avec un angle de glissade de 45°. Le J79 fut l'un des meilleurs[réf. souhaitée] moteurs de son époque, mais le nouveau F-404 montra combien la technologie avait progressé.
Le F/A-18 Hornet possède aussi un système d'auto-démarrage grâce à une unité d'alimentation auxiliaire (APU), qui entraîne le démarreur de la turbine du AMAD (Airframe Mounted Accessory Drive) et transfère le flux d'air dans les moteurs pour le démarrage. Le circuit de carburant possède deux réservoirs indépendants auto-étanches et deux conduites de carburant à l'intérieur de ceux-ci, auto-étanches elles aussi. Les fluides hydrauliques du F/A-18 Hornet sont ininflammables et circulent dans deux systèmes totalement isolés, chacun d'eux possédant deux parties indépendantes. Le système permet un arrêt automatique de n'importe quelle partie défaillante.
Afin de faire face à la prise de poids des modèles E et F, la Navy a demandé le développement d'un nouveau moteur, le F414, afin de permettre au Super Hornet de retrouver la vitesse et la maniabilité qui caractérisaient les Hornets. Ce nouveau réacteur commence à être mis en place sur les chasseurs de la marine américaine et sera livré de série à l'armée australienne. Par ailleurs, depuis 2010, l'industriel General Electric propose une version améliorée du F414 délivrant 20 % de poussée supplémentaire.

### Technologies embarquées

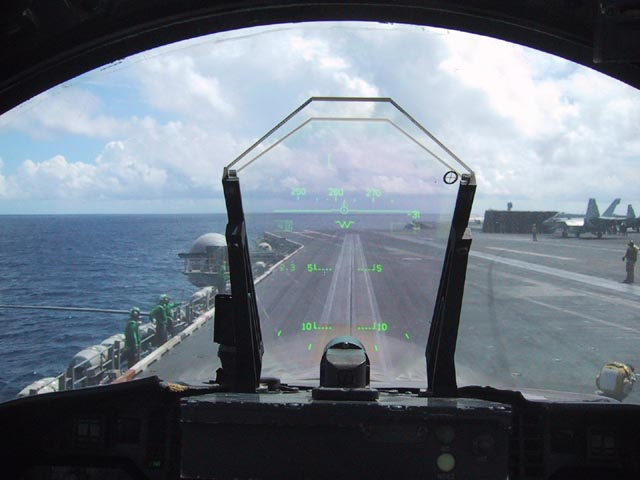
HUD d’un F/A-18C du VFA-151.

Le cœur du F/A-18 Hornet est son cockpit : la possibilité d'emporter une grande diversité d'armes pourrait perdre son impact si le pilote n'était pas capable de les utiliser efficacement. Les technologies numériques permettent de fournir au pilote plus d'informations que dans les deux cockpits du F-4 et celui de l'A-7 réunis. Tout comme d'autres chasseurs de sa génération, la première source d'information est le HUD (Head Up Display, ou collimateur tête haute). Le HUD affiche la vitesse du vent, l'altitude, la vitesse ascensionnelle, l'angle d'attaque, la direction, la vitesse en Mach, les G, différentes informations sur les armes embarquées. Les systèmes de l'avion sont contrôlés grâce aux informations affichées sur trois écrans à tubes cathodiques, gérés à l'aide de vingt boutons poussoirs entourant chacun de ceux-ci. Les avantages d'avoir toutes les informations nécessaires dans le champ de vision immédiat du pilote sont une réduction de la fatigue et une susceptibilité réduite aux vertiges.
Toutes les fonctions de combat air-air et air-sol peuvent être gérées grâce au manche à balai et à la manette des gaz (Hands On Throttle And Stick ou HOTAS, devenu depuis un standard dans la conception des avions modernes). La capacité qu'a le pilote d'utiliser ces diverses fonctions sans lâcher les commandes et sans regarder à l'intérieur du cockpit est une avancée considérable, qui permet d'augmenter considérablement la dextérité au combat.
Le cœur du système d'armement du F/A-18 Hornet est le radar Doppler multimode Hughes AN/APG-65, remplacé en 1992 par le AN/APG-73. Il fonctionne dans plusieurs modes, incluant l'acquisition au viseur, l'acquisition verticale, et l'acquisition au collimateur durant les manœuvres de combat aérien (ACM ou Air Combat Maneuvering). Ces modes permettent l'acquisition automatique de cibles mouvantes sur une distance de 500 pieds (150 mètres) jusqu'à cinq milles nautiques (9 km). Un autre mode est la visée au canon, qui est un mode de poursuite à courte portée. Les hautes fréquences de répétition des impulsions (PRF) du radar Doppler le rendent très efficace lors de la détection à longue portée de cibles mouvantes, indiquant leur vitesse et leur azimut. Les Super Hornet sont, eux, dotés du radar à balayage électronique actif (AESA) Radar AN/APG-79 de Raytheon, qui comprend, en plus des modes air-air et air-sol, un mode de cartographie (SAR, Synthetic Aperture Radar) très précis.

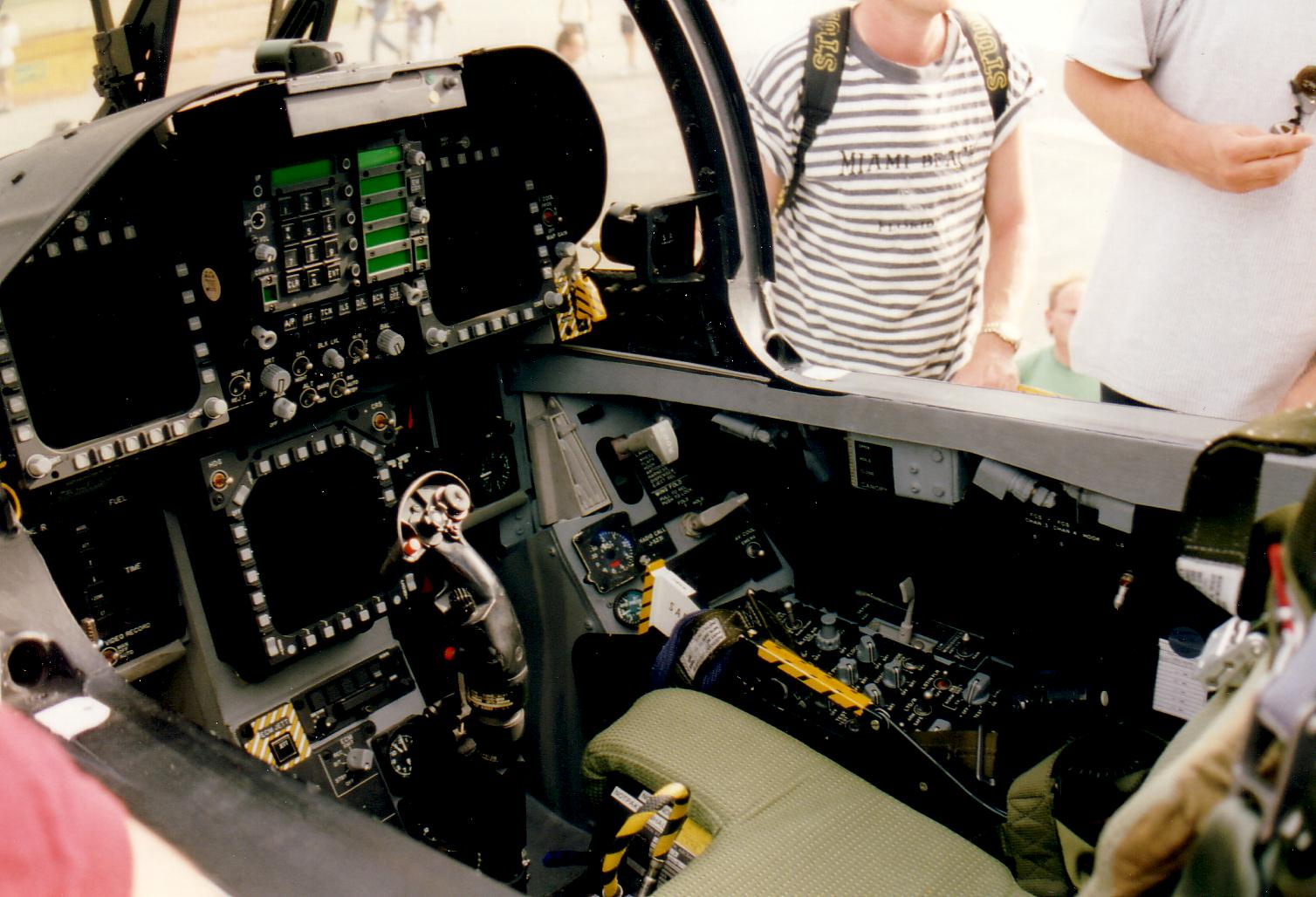
Cockpit d'un F/A 18 C des Forces aériennes suisses.

La recherche avec télémétrie (RWS ou Range While Search) utilise les hautes et moyennes fréquences de répétition des impulsions pour détecter toutes sortes de cibles, et le poursuite-balayage simultané (TWS ou Track While Scan) permet de suivre jusqu'à dix cibles et d'en afficher huit. Avec le missile air-air avancé à portée moyenne AIM-120 AMRAAM, le F/A-18 Hornet est capable d'attaquer simultanément autant de cibles qu'il a de missiles à tirer. La fonction d'évaluation des raids (Raid Assessment) du radar permet au pilote d'élargir la région centrée sur une seule cible donnant des informations plus détaillées sur le voisinage direct de la cible, ce qui permet au radar de distinguer des cibles très rapprochées.
Lors d'attaques au sol, le radar AN/APG-65, qui possède de nombreux modes dont la cartographie du sol à longue portée, permet d'améliorer la localisation et l'identification des cibles et la gestion des systèmes d'armes et de navigation. Une carte graphique haute résolution combinée avec des modes additionnels du radar, permet au pilote de détecter et suivre des cibles fixes, mouvantes ou navales, et d'utiliser le système d'imagerie thermique à secteur frontal (FLIR). Un système d'évitement d'obstacles est disponible pour les missions de pénétration à basse altitude, de nuit ou par mauvais temps. Un mode de recherche maritime permet de supprimer les échos des vagues, en échantillonnant l'état de la mer et en définissant un seuil au-dessus des vagues. La désignation des cibles fournit une acquisition automatique dans ce mode ; la désignation peut aussi être fournie par le système de poursuite automatique et de marquage laser ou par le détecteur thermique frontal.
Ces capacités sont fournies grâce à un processeur totalement programmable, qui effectue 7,2 millions d'opérations à la seconde. L'APG-65 est très fiable, s'étant qualifié en passant avec succès le seuil de 106 heures de fonctionnement entre chaque défaillance en moyenne (MTBF), standard défini par les procédures de test de l'armée. Il est composé de plusieurs ensembles remplaçables en atelier (architecture modulaire), aucune maintenance systématique n'est requise, et le fait est qu'aucun outil spécial de maintenance n'est nécessaire, rendant les réparations plus rapides et plus simples pour les techniciens.

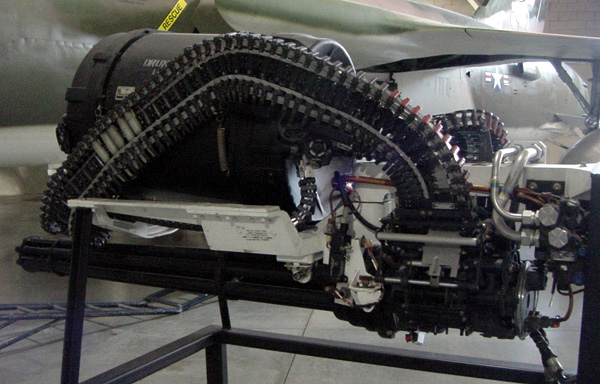
Canon rotatif à six tubes de 20 mm M61A1.

Bien qu'étant capable de transporter jusqu'à 6 200 kg de matériel militaire, le F/A-18A fut conçu avec seulement une seule arme interne, un canon Gatling à six tubes M61 Vulcan de 20 mm, placé là où il est le plus précis et le plus fiable, en plein milieu de la ligne médiane sur le nez de l'avion, à côté du radar. Le canon Vulcan est capable de tirer jusqu'à 6 000 coups par minute. Cette cadence de tir cause des vibrations, génère beaucoup de chaleur, du gaz et de la fumée, tout ce qui est préjudiciable pour la fiabilité des opérations du radar. Le compartiment radar pouvait être scellé hermétiquement pour empêcher des gaz et la fumée de pénétrer à l'intérieur, le refroidissement pouvait être augmenté, mais se débarrasser des vibrations fut plus compliqué. Cela nécessita l'identification des fréquences de vibration de l'arme, puis la construction de cloisons dans le but de diminuer leurs effets sur le radar.
Il faut entre 32 litres et 40 litres de peinture spéciale pour recouvrir un F/A-18 Hornet de première génération.

## Engagements
Le premier engagement des Hornets eut lieu en 1986 lors de l'opération El Dorado Canyon : des appareils américains attaquèrent les défenses anti-aériennes libyennes à Benghazi depuis le porte-avions USS Coral Sea (CV-43).
Les Hornets canadiens et américains ont ensuite participé activement :
- Aux guerres du Golfe (guerre du Koweït, guerre en Irak) ;
- À des missions durant la guerre de Bosnie ;
- À la guerre du Kosovo, en 1999 ;
- À la guerre d'Afghanistan, depuis 2001 ;
- À la guerre contre l'État islamique, depuis 2014.

À partir du 20 mars 2011, six CF-18 canadiens ont été engagés en Libye pour faire respecter la résolution 1973 des Nations unies.
En mars 2013, des F/A-18 malaisiens sont engagés lors du conflit de Sabah,.
À partir octobre 2014, des Super-Hornet australiens sont également engagés dans la guerre contre l'État islamique.
Le 19 juin 2017, un Super-Hornet F/A-18E de l'US Navy abat un Su-22 de l'armée de l'air syrienne, enregistrant la première victoire américaine en combat aérien contre un engin piloté depuis 1999.
À partir de décembre 2023, ces avions sont engagés en Mer Rouge dans la coalition internationale "Prosperity Guardian", créée à l'initiative des États-Unis d'Amérique, luttant contre les Houthis.

## Variantes

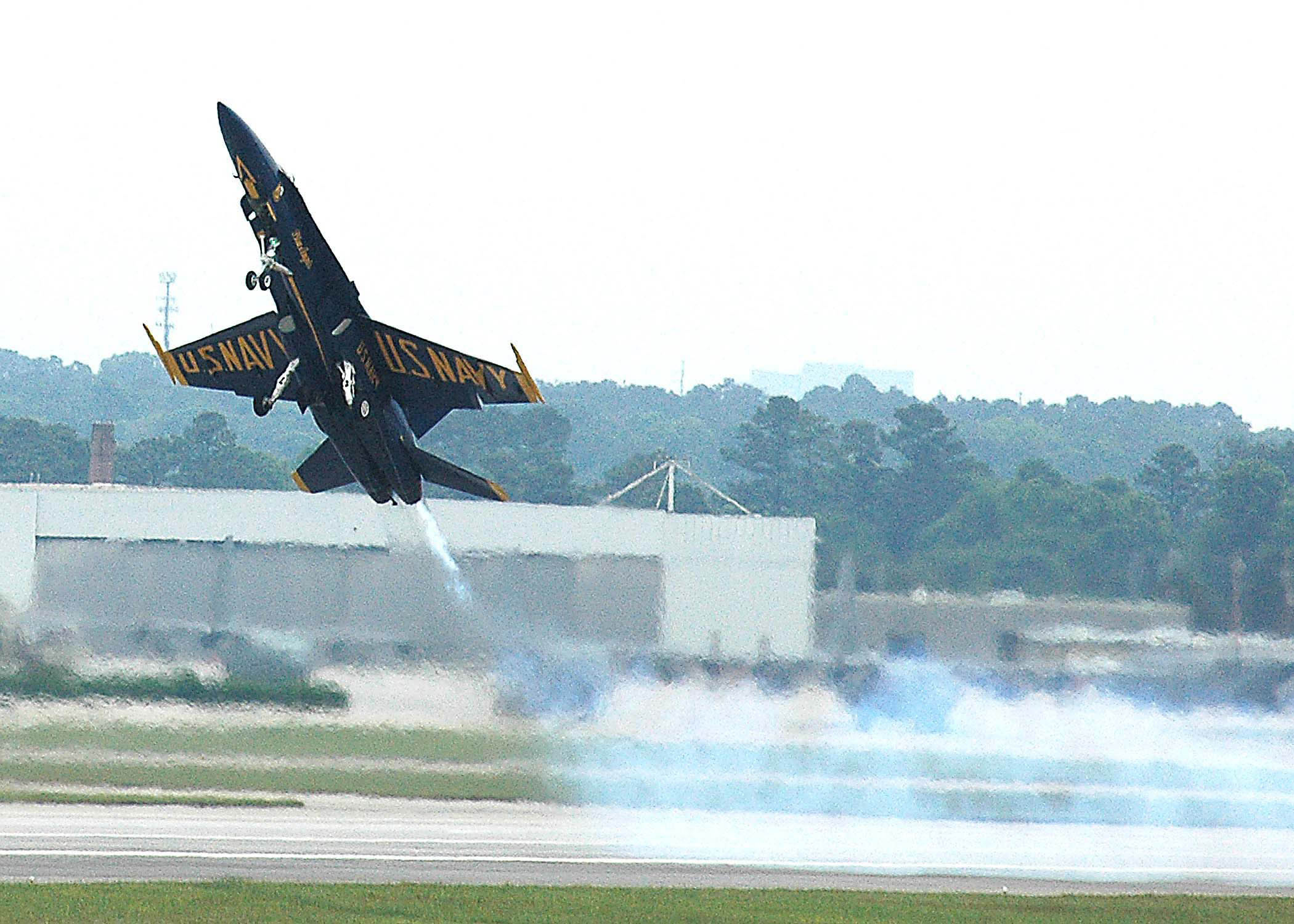
Un F-18 des Blue Angels au décollage.

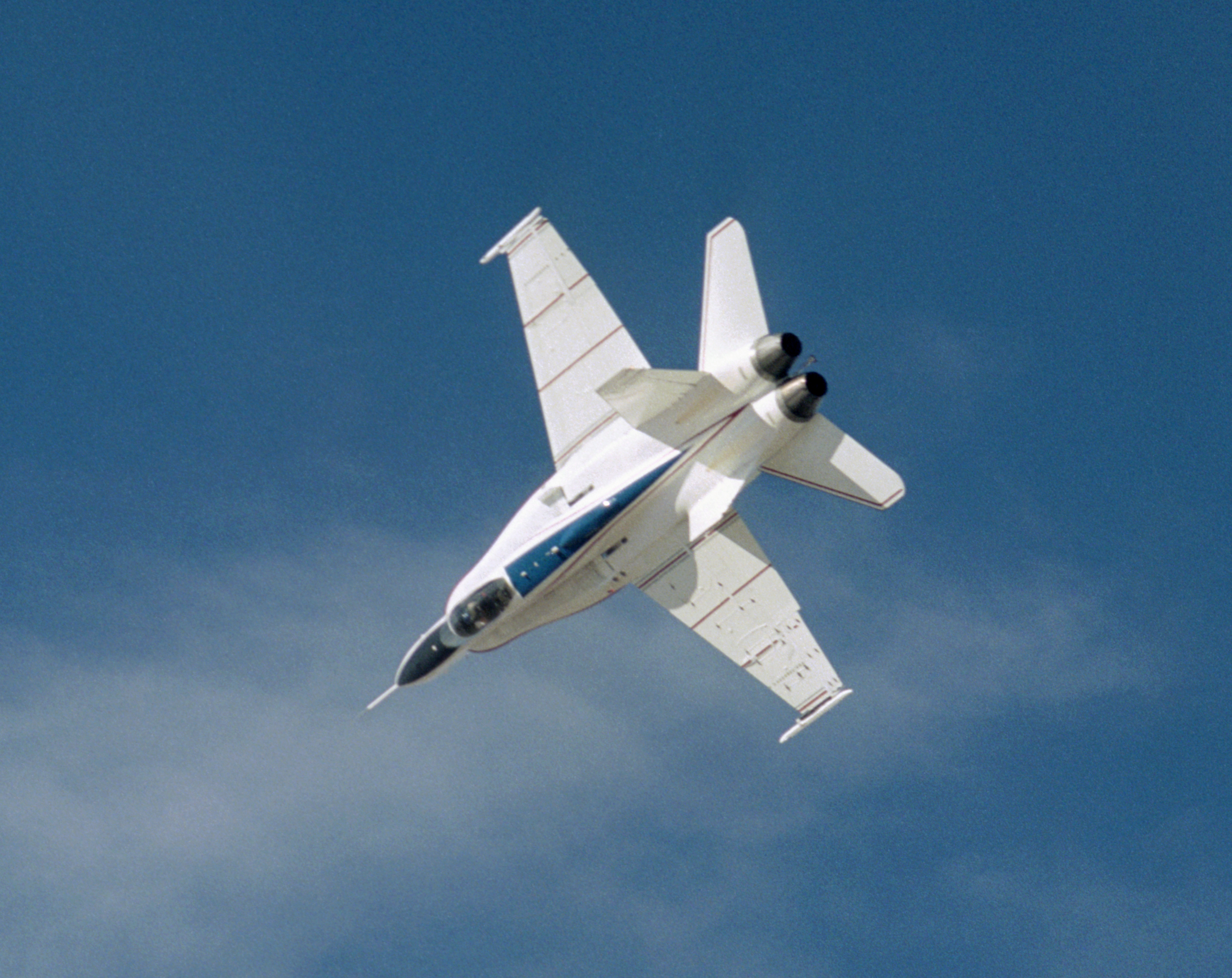
Le prototype X-53, un F/A-18 Hornet avec des ailes aéroélastiques, modifié par la NASA.

- F/A-18A Hornet : série initiale (mise en service dans la Navy en 1983);
- F/A-18B : version biplace du F/A-18A (mise en service dans la Navy en 1983);
- AF-18A : version monoplace pour l'Australie, basée sur le F-18A, construite sous licence par Commonwealth Aircraft Corporation (mise en service dans la Force aérienne royale australienne en 1984);
- ATF-18A : version biplace pour l'Australie, similaire au F-18B, construite sous licence par Commonwealth Aircraft Corporation (mise en service dans la Force aérienne royale australienne en 1984);
- CF-18A ou CF-188A : version pour le Canada basée sur le F-18A légèrement modifié, aussi appelée « CF-188 » (mise en service dans l'Aviation royale canadienne en 1982);
- CF-18B ou CF-188B : version biplace pour le Canada (mise en service dans l'Aviation royale canadienne en 1982);
- EF-18A ou C-15: version destinée à l'Espagne, basée sur le F-18A (mise en service dans l'Ejército del Aire en 1985);
- EF-18B ou CE-15: version biplace pour l'Espagne (mise en service dans l'Ejército del Aire en 1985);
- F/A-18C : modification de l'électronique embarquée et de l'armement (mise en service dans la Navy en 1995);
- F/A-18C+ : rénovation d'avions retirés du service, dotés de nouveaux radar et avionique ;
- F/A-18D : version biplace du F/A-18C (mise en service dans la Navy en 1995);
- KAF-18C : version basée sur le F-18C et destinée au Koweït ;
- KAF-18D : version biplace d'entraînement pour le Koweït ;
- F/A-18E Super Hornet : version agrandie et améliorée pour l'US Navy (mise en service dans la Navy en 1999);
- F/A-18F : version biplace du F/A-18E (mise en service dans la Navy en 1999);
- E/A-18G Growler : version du F/A-18F (biplace) destiné à la guerre électronique, 79 livrés en novembre 2012 sur 114 commandes[18] (mise en service dans la Navy en 2012);
- RF-18 : projet d'une version de reconnaissance, jamais produite ;
- F/A-18 HARV : Version expérimentale possédant des moteurs à tuyères à poussée vectorielle ;
- X-53 Active Aeroelastic Wing : Un F/A-18A Hornet avec des ailes aéroélastiques, modifié par la NASA utilisé entre 2002 et 2005.

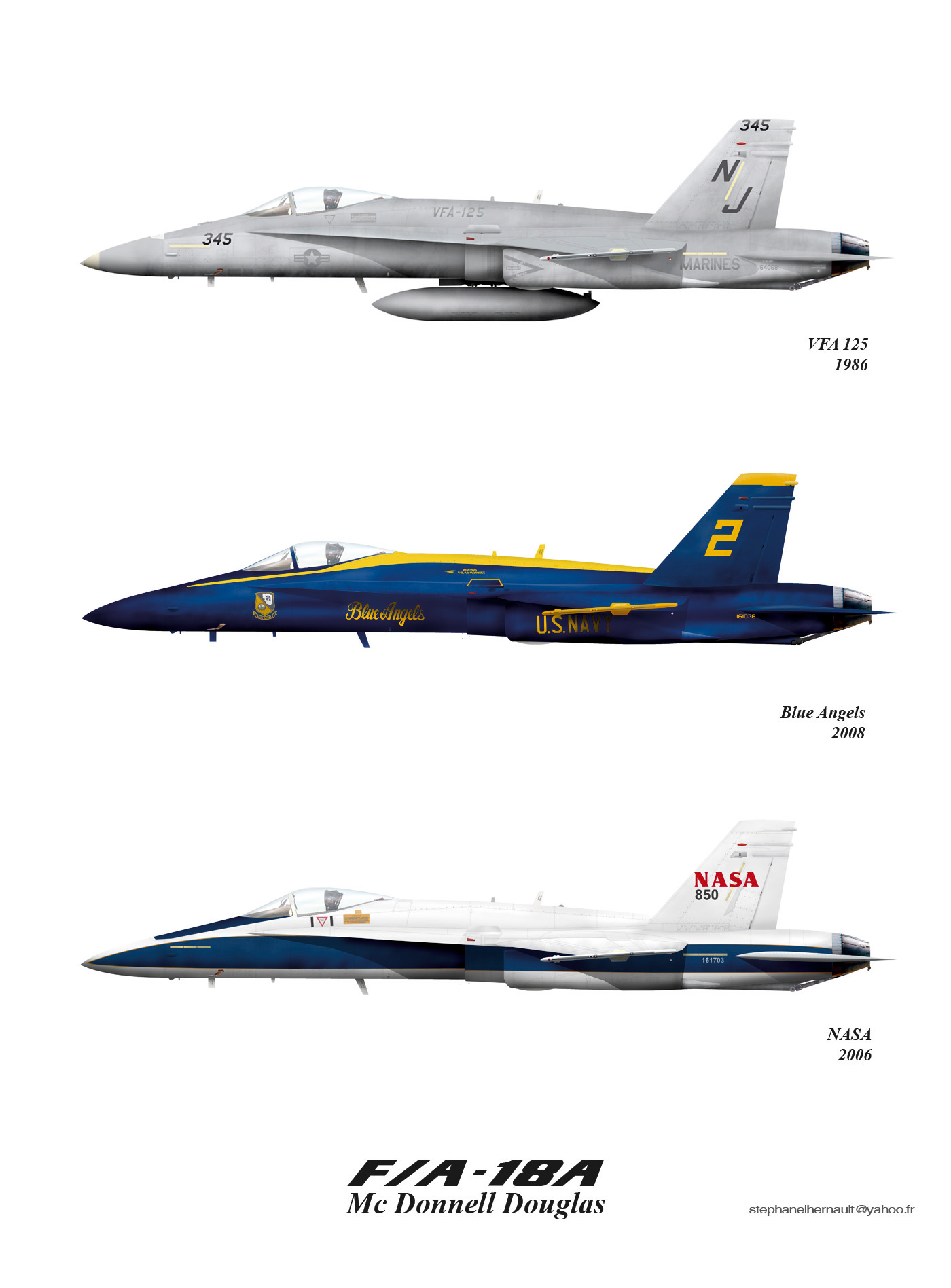
F/A-18A.
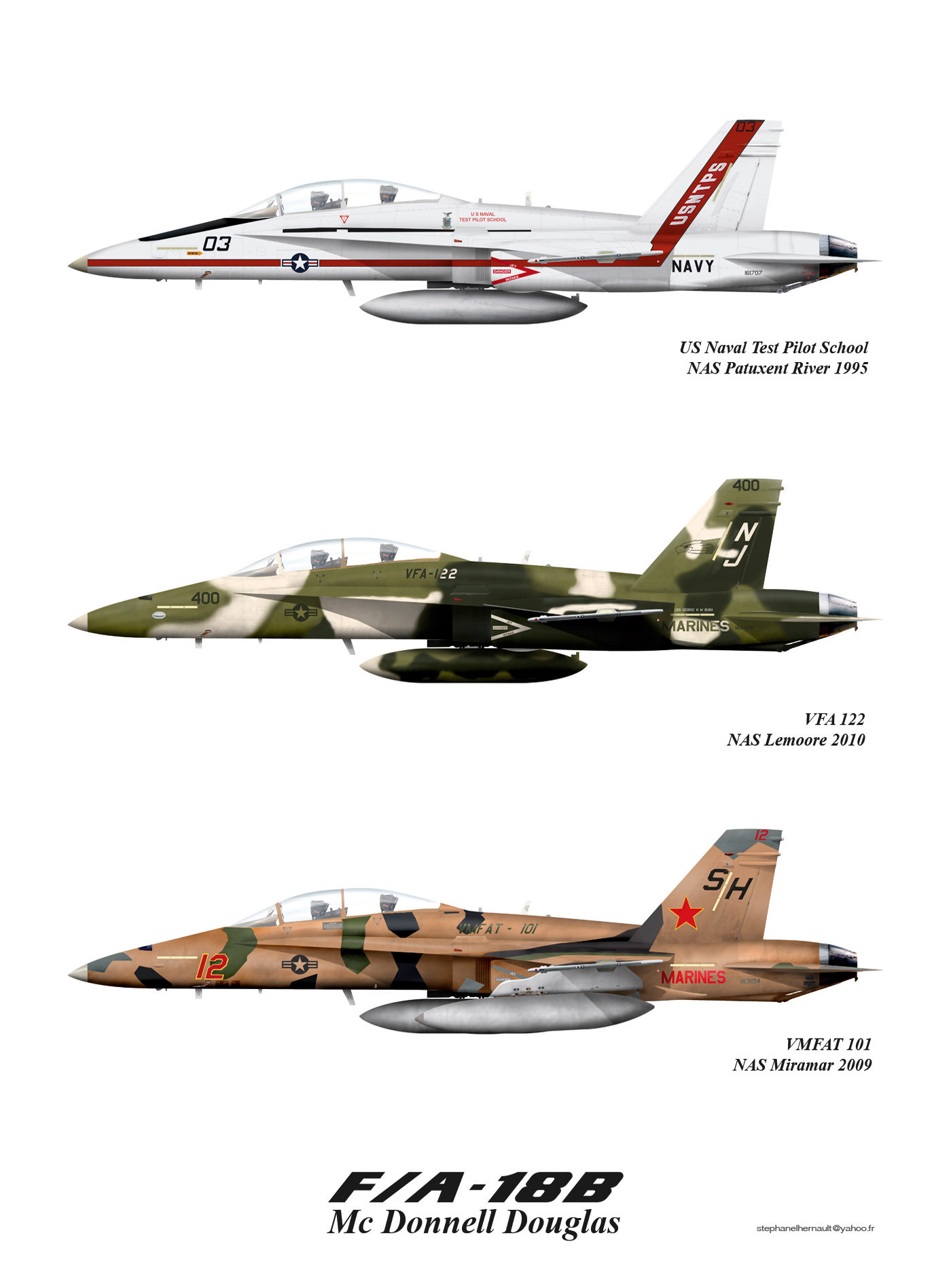
F/A-18B.
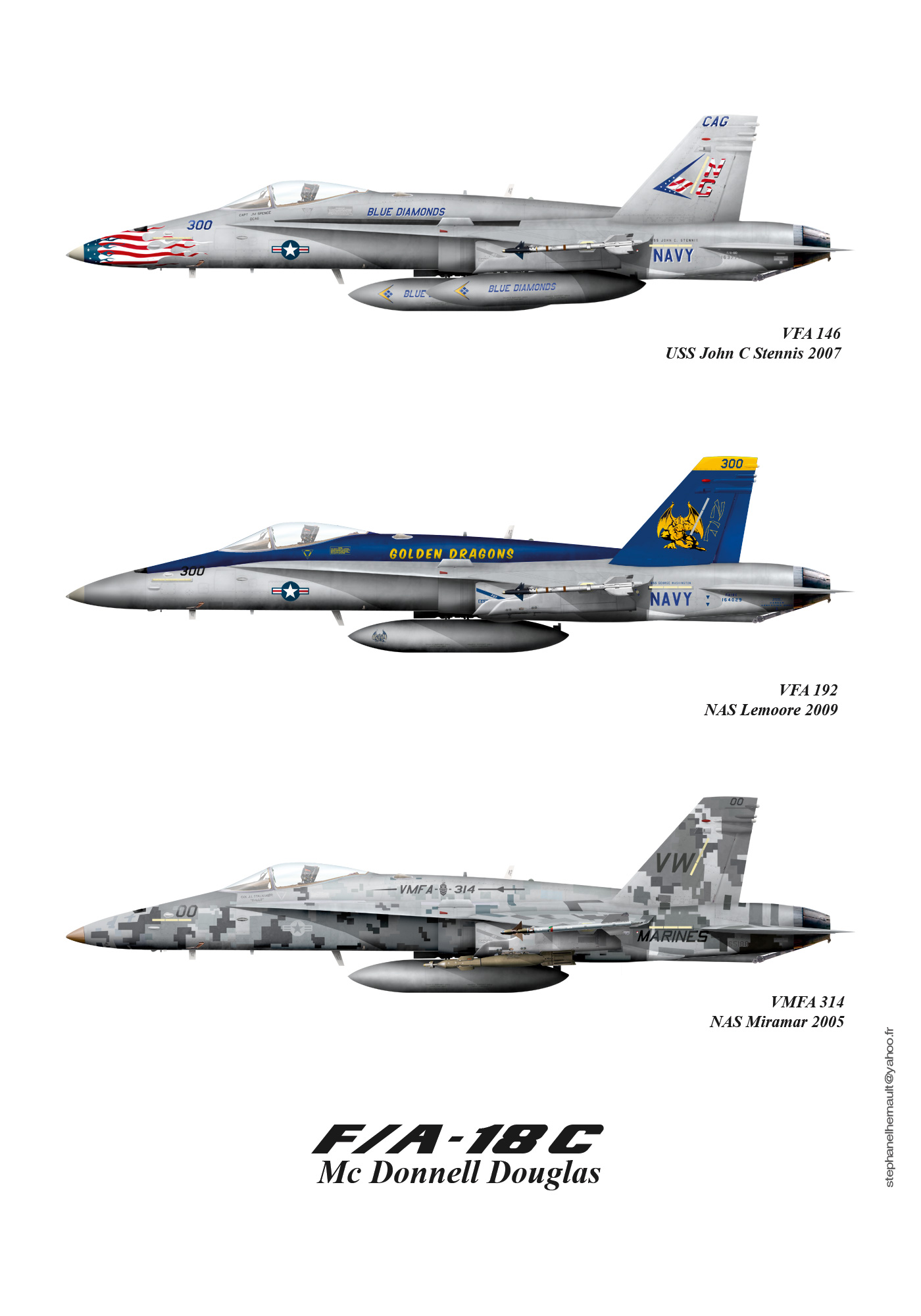
F/A-18C.
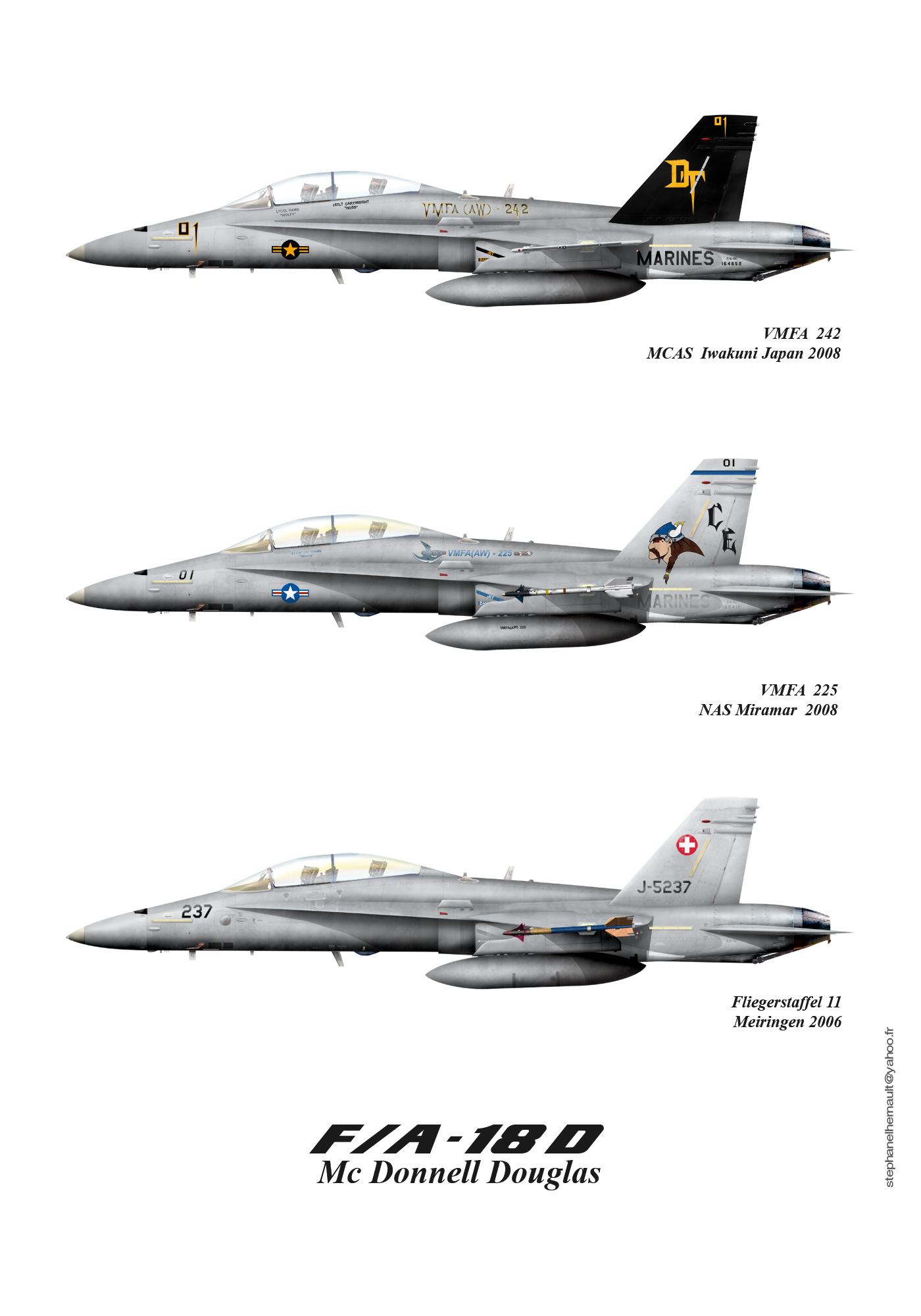
F/A-18D.
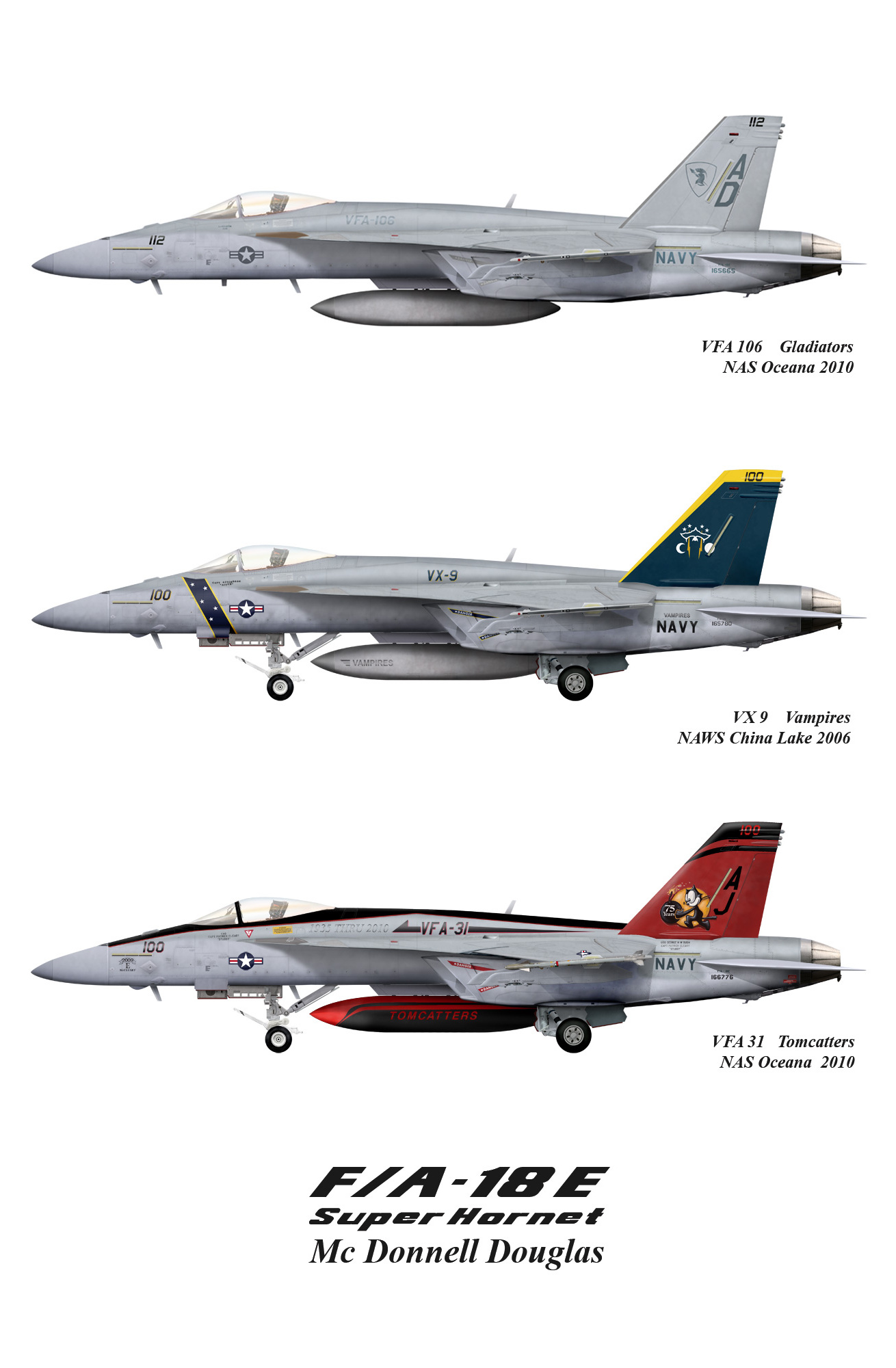
F/A-18E.
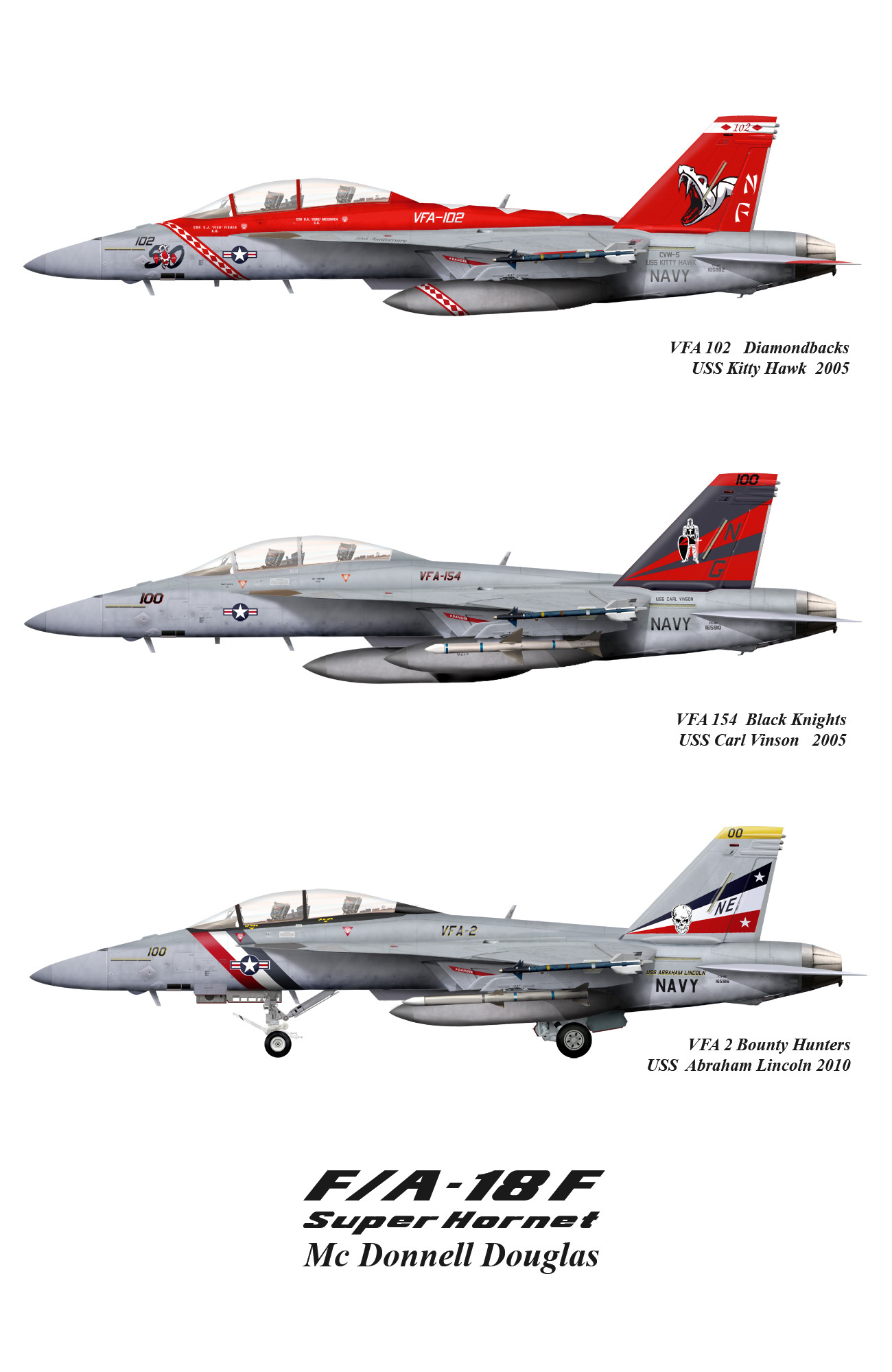
F/A-18F.

## Autres caractéristiques

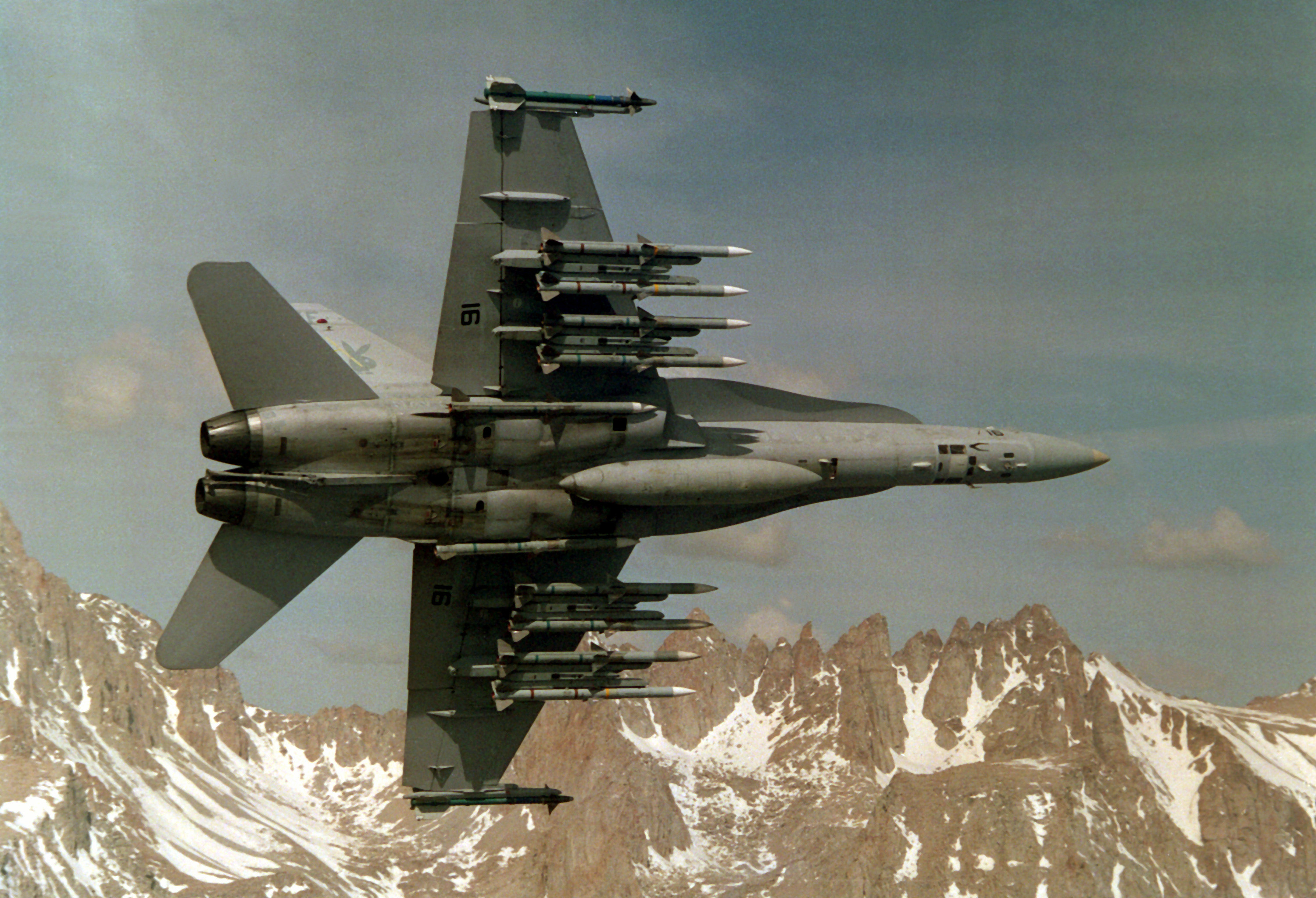
F/A-18C de l'escadron d'expérimentation VX-4 de l'US Navy avec dix AIM-120 AMRAAMs et deux AIM-9 Sidewinder en 1992.

Il est équipé d'un siège éjectable Martin-Baker SJU-5/6.
Armement principal :
- Canon rotatif à six tubes de 20 mm M61 Vulcan avec 578 coups pour la version A/D et 412 coups pour la version E/F;
- Missiles air-air :
  - AIM-9 Sidewinder (infrarouge, courte portée) ;
  - AIM-7 Sparrow (radar semi-actif, moyenne portée) ;
  - AIM-120 AMRAAM (radar actif, moyenne/longue portée) ;
- Missiles air-sol :
  - AGM-84 Harpoon, AGM-88 HARM, SLAM ;
  - SLAM-ER, AGM-65 Maverick.

Armement auxiliaire :
- Joint Stand-Off Weapon (JSOW)
- Joint Direct Attack Munition (JDAM)

Son coût par heure de vol est estimé à 11 000 euros par le groupe d'information Jane’s, groupe réputé londonien de renseignement et d'information sur la guerre et les transports. Ce chiffre tient compte du coût de maintenance, d'entretien, le support technique, les pièces et carburants, la préparation et la réparation pré-vol, et l'entretien régulier au niveau de l'aérodrome ainsi que les coûts de personnel mais pas le coût en armement, propre à chaque pays et dépendant des opérations. Il est toutefois estimé à 24 400 euros par l'armée de l'air australienne

## Utilisateurs
Selon le site internet Flightglobal.com, 1 501 appareils, toutes versions confondues, étaient en service dans le monde en 2017, dont près de 77 % au sein des forces armées américaines :
- États-Unis (1 159)

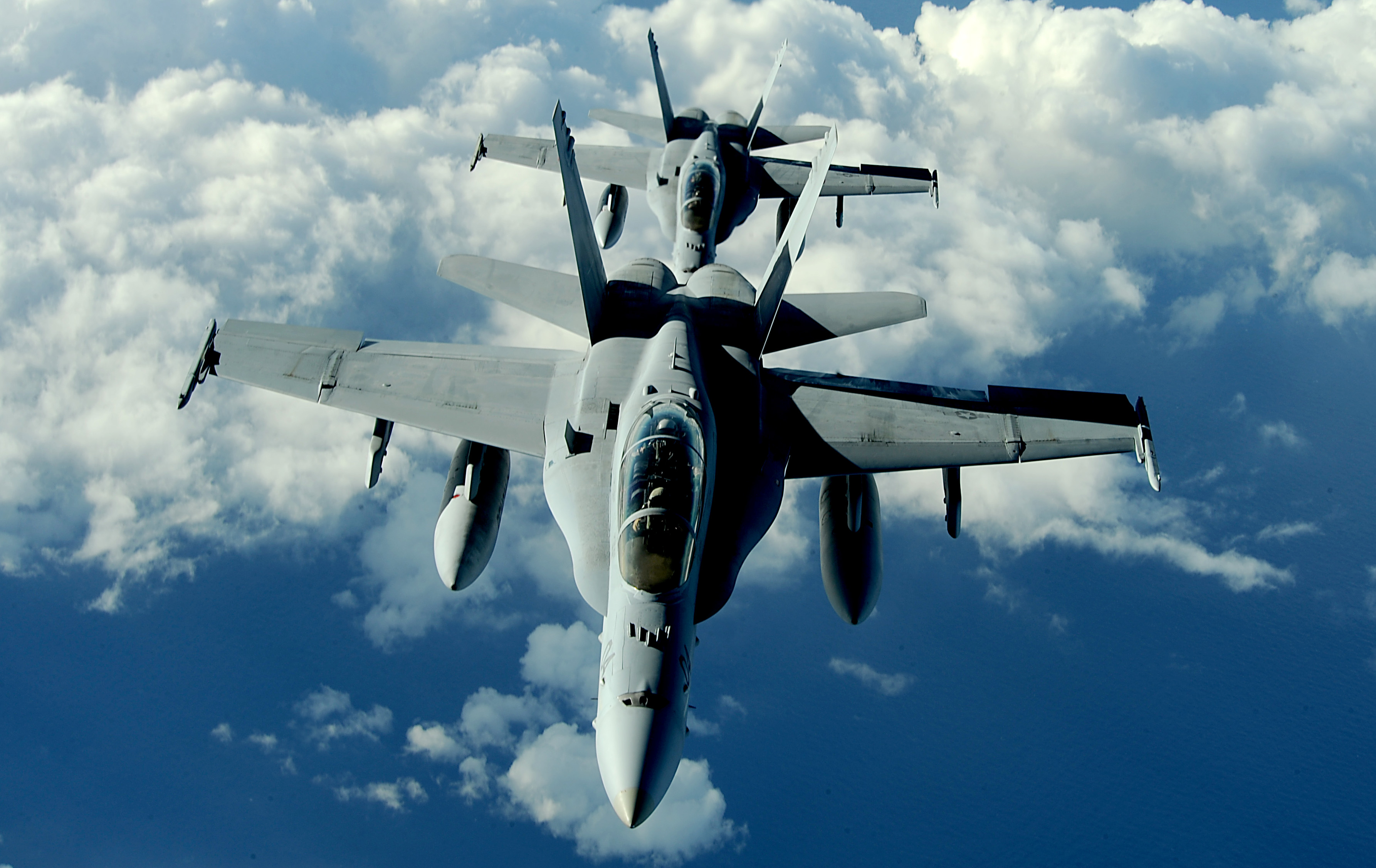
Deux F/A-18D Hornet du corps des Marines en 2010.

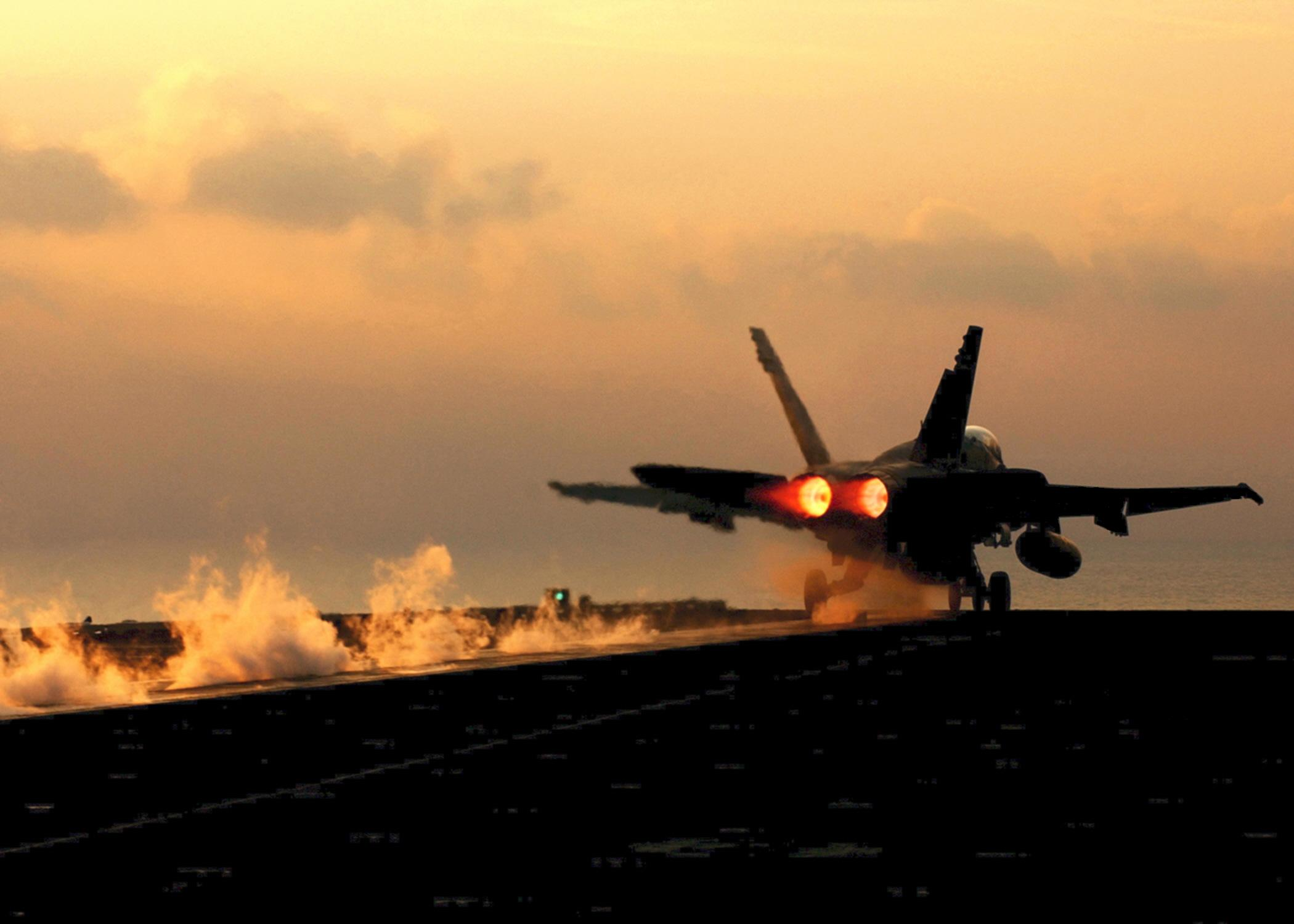
Un F/A-18A+ Hornet décollant du porte-avions.

  - Marine des États-Unis - L'USN est le plus grand utilisateur de F/A-18 depuis leur mise en service, en 1983, où ils remplacèrent les F-4 Phantom et A-7 Corsair. Ces appareils participèrent aux opérations sur l'ensemble des théâtres où ils seront engagées par les Forces armées américaines depuis 1983. En 1999, en remplacement des F-14 Tomcat, une nouvelle version, le F/A 18 Super Hornet, entre en service au sein de l'aviation navale américaine. Une version de guerre électronique du Super Hornet, l'EA-18G Growler, remplace le EA-6B Prowler dès 2009. En 2017, l'US Navy comptait 302 Hornet, 507 Super-Hornet et 113 Growler. Depuis 1987, le F/A-18 Hornet est utilisé par la patrouille acrobatique de l'US Navy, les Blue Angels. Tammie Jo Shults est la première femme à piloter cet avion. Au 1er janvier 2018, environ 270 sont en service, mais ils ne sont plus embarqués à bord de porte-avions et sont récupérés comme fournisseurs de pièces détachées par l’USMC[22], ils sont finalement retirés des unités de combat de l’US Navy le 4 septembre 2019[2].
  - Corps des Marines des États-Unis - Les premiers F/A-18 Hornet entrent en service en 1983 au sein du 314e escadron de chasseurs d'attaque des Marines (VMFA-314 Black Knights). Comme les Hornet de leurs homologues de la Navy, ceux des Marines sont utilisés sur tous les conflits où ont été engagées les Forces armées américaines. En 2017, 237 Hornet, toutes versions confondues, étaient en service au sein des escadrons de chasseurs d'attaque du corps des Marines. En 2018, il dispose 180 F/A-18A-D répartis entre des escadrons actifs, de réserve et d'entraînement et il y aurait environ 100 autres appareils en attente de maintenance ou en maintenance lourde[22].

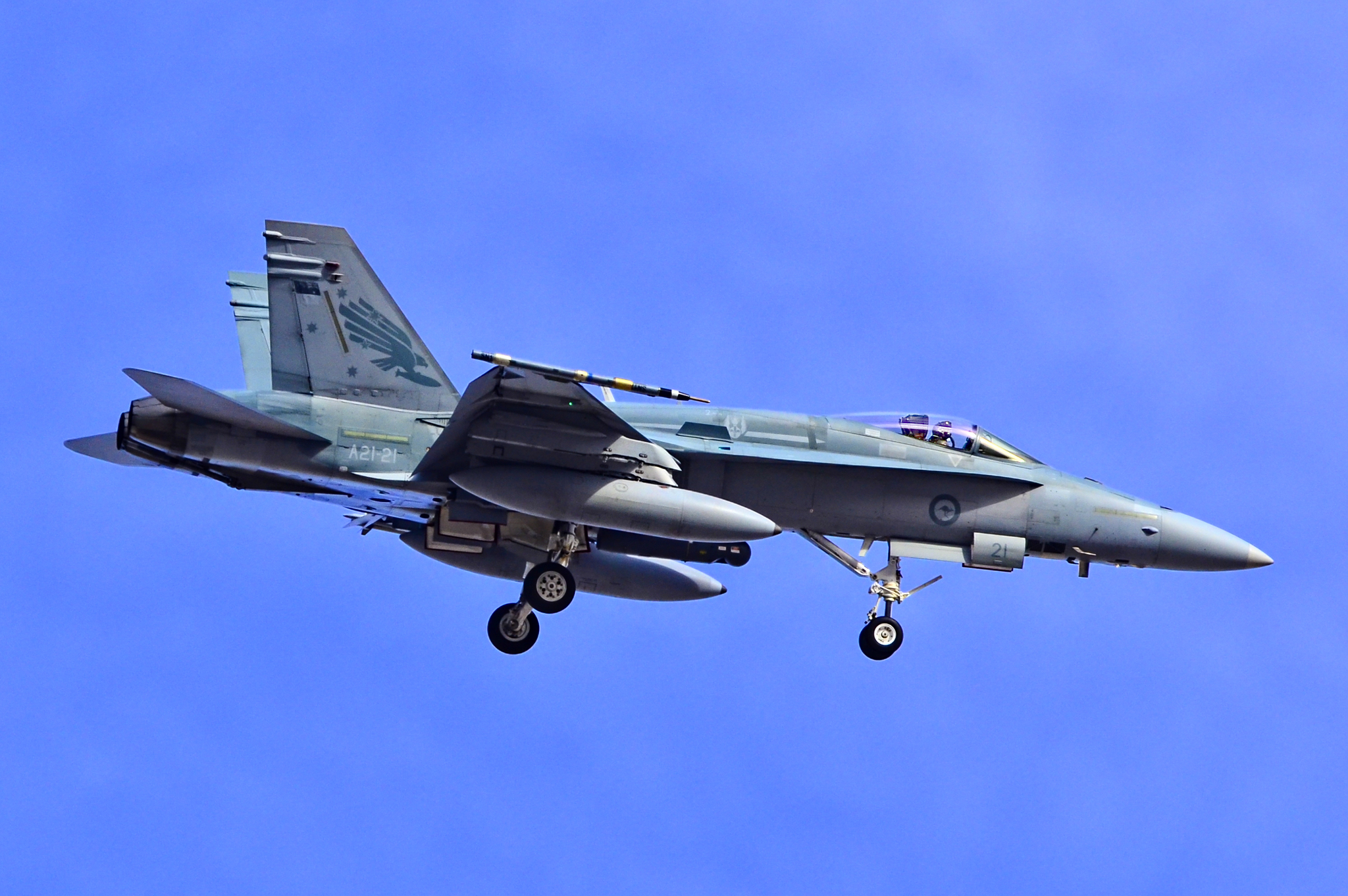
F-A-18 Hornet 77th Squadron de la Royal Australian Air Force

- Air USA : En mai 2020, une ministre australienne annonce que cette société militaire privée doit recevoir à partir de 2023 la totalité du parc de F/A-18 de la Force aérienne royale australienne avec le stock de pièces détachées soit 46 avions. Les 10 de réserve doivent être remis en état de vol. Ils garderont leur équipement dont les radars et le canon Vulcan[23], mais en mai 2020, il est annoncé que le nombre total d'avions vendus n’est pas finalisé[24].
- Australie (94)

- - Force aérienne royale australienne - En 1981, l'Australie commande 57 F/A-18A et 18 F/A-18B afin de remplacer ses Mirage III. Les premiers Hornet entrent en service à partir de 1984. En 2007, 24 F/A-18F Super Hornet et 12 EA-18G Growler de guerre électronique sont commandés. Les Hornet et Super Hornet australiens ont participé à la guerre du Golfe en 1991, à l'invasion de l'Irak en 2003 et à la guerre contre l'État islamique depuis 2014. Les Hornet devraient être remplacés par le F-35 Lighting II à partir de 2018. En 2017, l'aviation australienne comptait 54 F/A-18A Hornet, 15 F/A-18B Hornet, 24 F/A-18F Super Hornet et 12 EA-18G Growler. En septembre 2018, 71 des 75 F/A-18A/B sont en état de vol, et 25 vont être transférés au Canada à partir de 2018 dont 7 devant servir de stock en pièces de rechange[25]. Le 4 mars 2020, il est annoncé que les 46 restants dont 36 en état de vol sont vendus l'entreprise Air USA qui doit les réceptionner entre 2023 et 2024[26] mais en mai, on annonce que six monoplaces A et deux biplaces B seraient conservés dans des musées. Un premier l'étant en décembre 2020[27],[28]. La flotte est retirée du service le 29 novembre 2021[29].Selon l’Australian Financial Review, Canberra et Washington discutent actuellement de l’envoi potentiel d'avions en Ukraine.

- Canada (85)

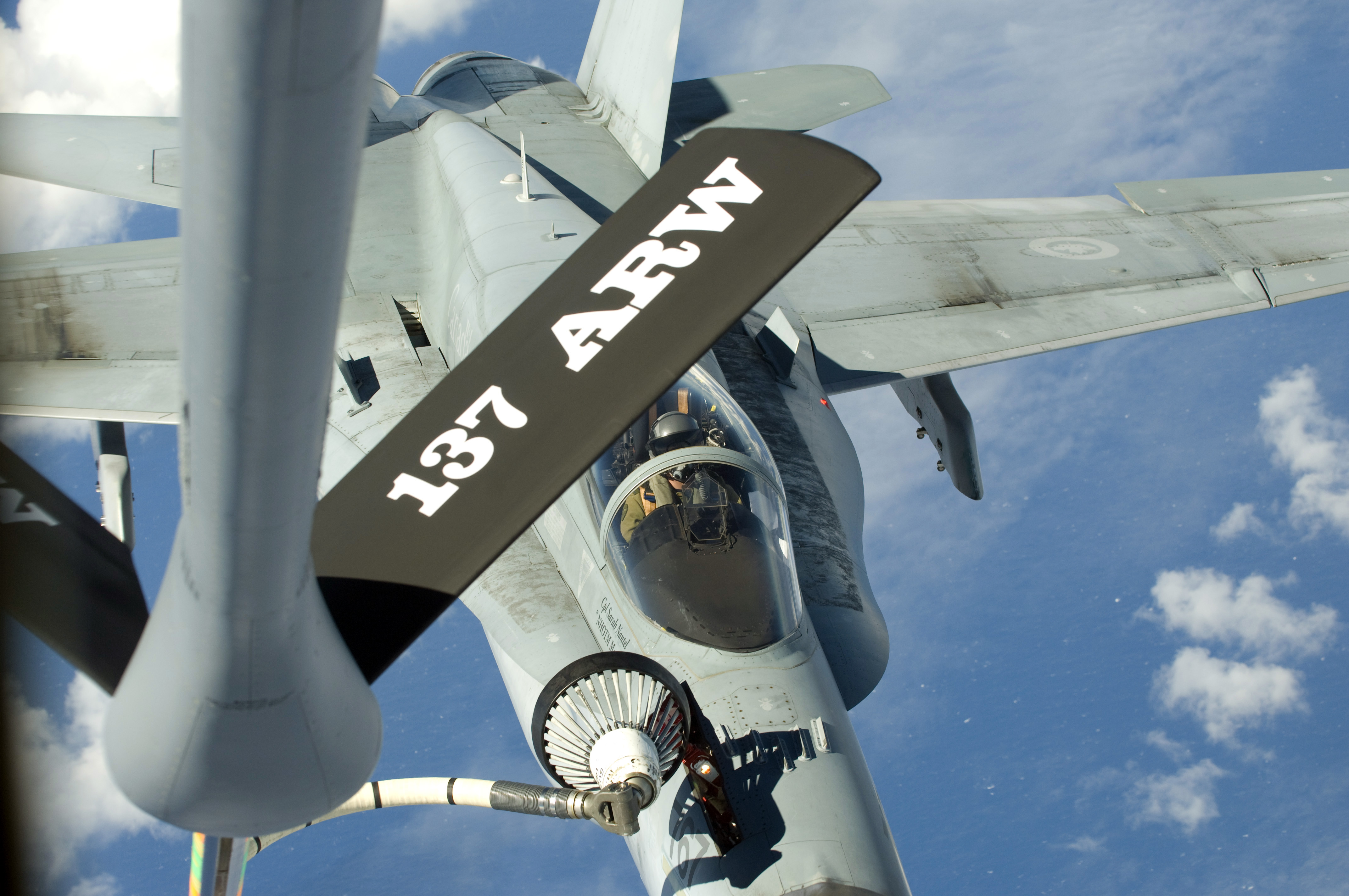
CF-188A Hornet canadien au cours d'un ravitaillement en vol sur un KC-135 Stratotanker de l'US Air Force, au-dessus de l'océan Pacifique, en 2008.

  - Aviation royale canadienne - En 1980, le Hornet remporta la compétition organisée par le programme New Fighter Aircraft afin de remplacer les CF-101 Voodoo, CF-104 Starfighter et CF-116 Freedom Fighter. Désigné CF-188 par le Commandement des Forces Aériennes canadiennes, 98 monoplaces et 40 biplaces furent livrés entre 1982 et 1988. Les appareils canadiens participèrent à la guerre du Golfe, à la guerre de Bosnie, à la guerre du Kosovo et à la guerre en Libye. En 2017, afin de remplacer les Hornet vieillissants, et en raison du retard du programme F-35 Lighting II, le gouvernement canadien envisage l'acquisition de 18 Super-Hornet[30], l'aviation militaire canadienne possède 60 CF-188A et 25 CF-188B en service opérationnel. Finalement, 25 F/A-18 australiens devraient être transférés au Canada à partir du 17 février 2019[31] dont 7 devant servir de stock de pièces de rechange[25].
- Espagne (86):

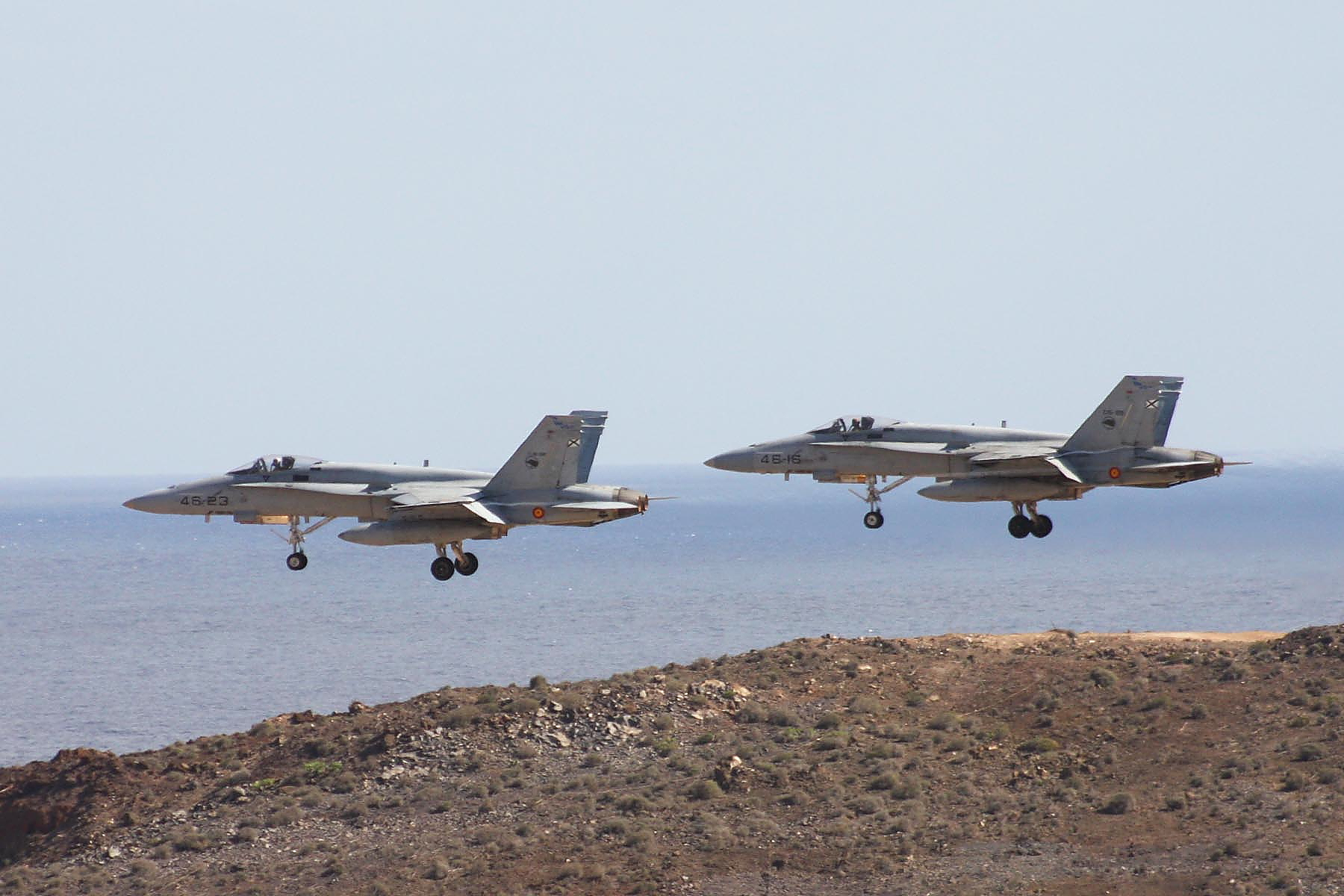
F/A18 Hornet 46-23 & 46-16 de l'Ejército del Aire y del Espacio en 2010

- - Armée de l'air espagnole - Entre novembre 1985 et juillet 1990, 60 monoplaces EF-18A Hornet (C.15) et 12 biplaces EF-18B Hornet (CE.15) sont réceptionnés au sein des escadrons de chasse espagnols afin de remplacer les Mirage III. De 1995 à 1998, 24 F/A-18A de l'US Navy sont acquis par l'aviation espagnole. L'ensemble des Hornet sont mis au niveau EF/A-18A+ et B+, standards équivalents aux F/A-18C et D. Les F/A-18 espagnols ont participé à la guerre en Bosnie et à la guerre du Kosovo sous le commandement de l'OTAN, basé à Aviano, en Italie[32] et plus récemment à l'intervention militaire de 2011 en Libye. En 2017, seuls 74 monoplaces et 12 biplaces étaient en service.

- Finlande (61)

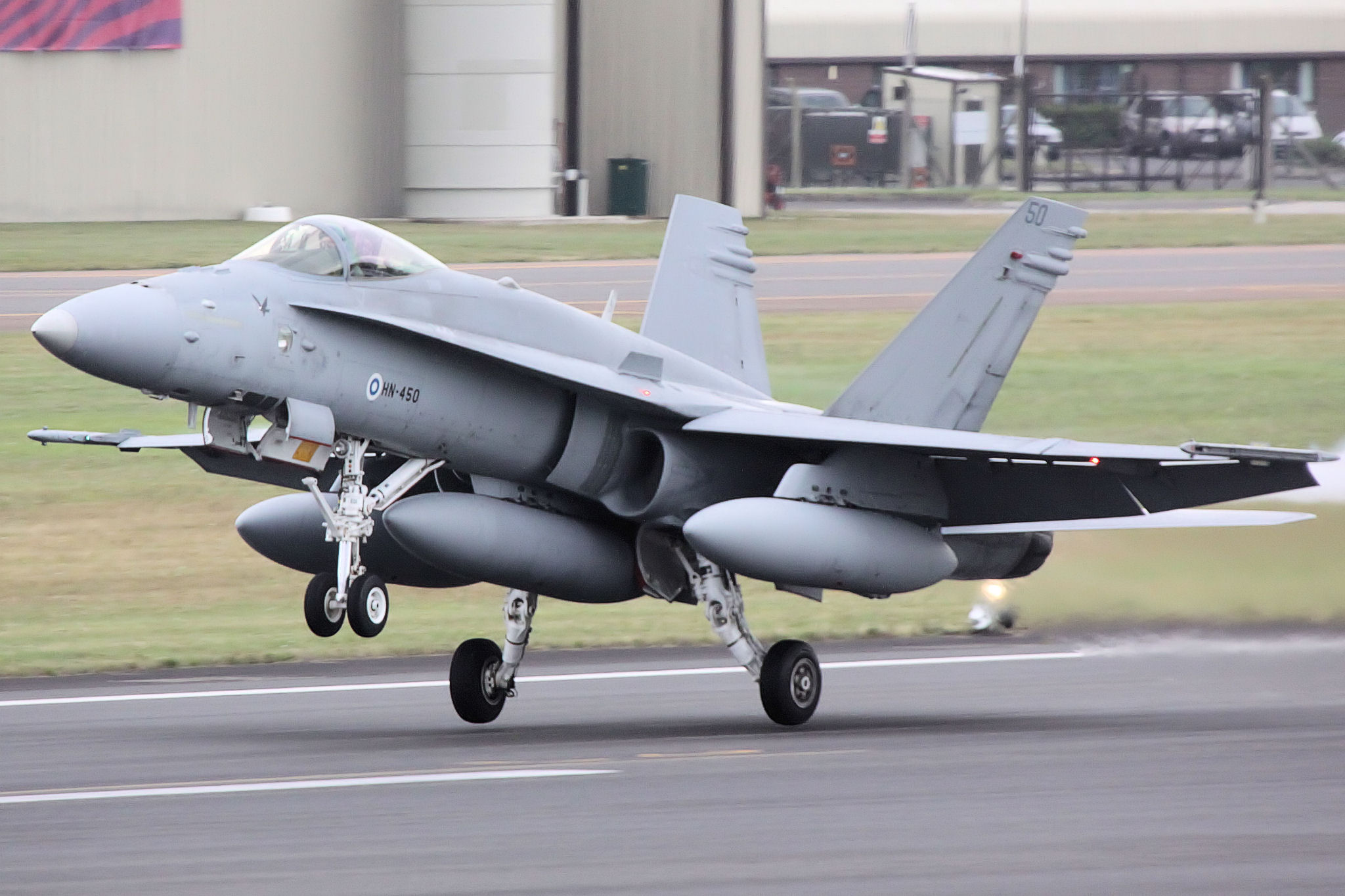
F-18C Hornet finlandais lors du RIAT 2009.

  - Force aérienne finlandaise - 57 F-18C et 7 F-18D sont livrés à la Finlande entre 1998 et 2000 pour remplacer ses MiG-21 et ses Saab 35 Draken. Les 64 appareils sont répartis en trois escadrons. Dans le cadre de la politique de non-agression finlandaise développée au début des années 1990, les chasseurs conservent leur aptitude au combat aérien mais ont été dépourvus de leur capacité d'attaque au sol, pour réduire le risque d'apparaître comme des menaces pour le voisin russe[33] d'où leur désignation en F-18 et non F/A-18. À la suite de l'éclatement du bloc soviétique, la stratégie finlandaise évolue et le pays décide de mettre à niveau ses appareils en les dotant à nouveau de capacités d'attaque. Le livre blanc national de 2001 a proposé une première étape (MLU1)[34],[35]. Elle est suivie par une seconde étape (MLU2)[35] développée par le livre blanc national de 2004. Au MLU2, il faut y rajouter l'ajout d'armement air-sol pour les convertir en F/A-18. Le choix se porte sur des missiles AGM-158 JASSM[36], des bombes AGM-154C JSOW, voire des bombes guidées type Boeing JDAM[33]. Cette dernière étape doit permettre de porter leur fonctionnement au-delà de 2020. Le montant total est difficile à évaluer pour le moment. La première phase (MLU1) a coûté 325 millions d'euros et bien que tous les équipements nécessaires pour la MLU2 n'aient pas été acquis, les experts militaires estiment à environ 1,3 milliard d'euros[37] répartis jusqu'en 2017 soit un coût général de 1,625 milliard d'euros ce qui en ferait le plus gros contrat militaire de l'histoire de la Finlande « en temps de paix » après l'achat des F-18 estimé à environ 3 milliards d'euros. En 2017, 54 monoplaces et 7 biplaces étaient toujours en service au sein de l'armée de l'air finlandaise.
- Koweït (34)
  - Force aérienne koweïtienne - 40 exemplaires, dont 32 F/A-18C (monoplace) et 8 F/A-18D (biplace), sont commandés en septembre 1988[38] à la suite d'une compétition entre le F/A-18 et le Mirage 2000-5 pour remplacer les A-4KU Skyhawk. Le premier appareil a volé le 19 septembre 1991 et le dernier a été livré le 23 août 1993. Les Hornet koweïtiens participeront à l'Opération Southern Watch en Irak dans les années 1990 et à guerre civile yéménite. En mai 2015, le Koweït signe une lettre d'intention pour l'achat de 28 F/A-18 Super Hornet à Boeing[39]. En 2017, l'émirat comptait 27 F/A-18C et 7 F/A-18D.
- Malaisie (8)
  - Armée de l'air royale de Malaisie - 8 F/A-18D Hornet sont livrés en 1997 à l'aviation malaisienne. En 2013, le gouvernement malaisien engage ses Hornet dans le conflit de Sabah.

- Suisse (30)

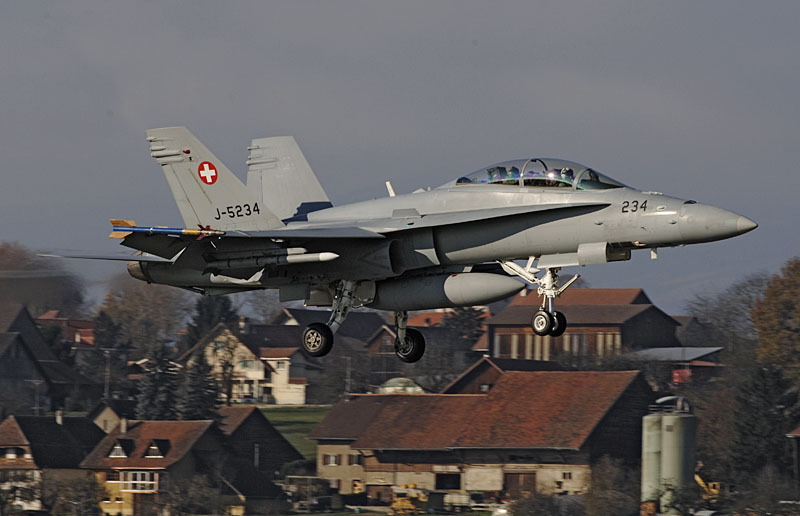
F/A-18D Hornet suisse à l'atterrissage sur la base de Payerne en 2010.

  - Forces aériennes suisses - À la suite d'un appel d'offres lancé au milieu des années 1980 pour remplacer ses Mirage III et ses Hawker Hunter, le F/A-18 fut choisi en octobre 1988 pour sa polyvalence, la possibilité d'utiliser des pistes courtes et ses deux réacteurs. La commande finale est de 26 F/A-18C et 8 F/A-18D. Hormis le premier exemplaire, les avions furent assemblés par la Fabrique Fédérale d'Avions ((F+W Emmen) aujourd'hui Ruag) à Emmen. Le premier F/A-18 ayant été reçu par l'armée le 25 janvier 1996[40] et le dernier en 1999. En 2007, un programme de modernisation des F/A-18 est lancé, incluant l'installation d'une Liaison 16, d'un afficheur/viseur de casque JHMCS, d'un pod de désignation infrarouge et laser, ainsi que l'amélioration de divers composants électroniques[41]. En complément, quatre nouveaux simulateurs de vols SHOTS (Swiss Hornet Tactical Simulator) ont été livrés en avril 2010[42], pour remplacer l'ancien simulateur WTT. Quatre appareils ont été perdus au cours d'accidents, trente Hornet (25 F/A-18C et 5 F/A-18D) sont en service en 2017.

## Accidents et incidents

### États-Unis
- Le 17 novembre 1983, un F/A-18A (161741) du corps des Marines des États-Unis s'écrase dans le golfe de Santa Catalina durant le quatrième entrainement d'approche GCA de la Marine Corps Air Station El Toro en Californie. Le pilote est tué.
- Le 19 juin 1984, un F/A-18A (161966) de l'US Navy s'écrase dans le golf de Santae Catalina durant la phase d'approche de la Naval Auxiliary Landing Field San Clemente Island (en) en Californie. Le pilote est tué.
- Le 16 mars 1985, un F/A-18A (161363) de l'US Navy s'écrase.
- Le 3 décembre 1985, un F/A-18A (162435) de l'US Navy se retourne sur la piste durant l'atterrissage Navy Air Station Miramar en Californie en raison d'un aquaplanage. Le pilote est tué.
- Le 8 janvier 1986, un F/A-18A (162447) de l'US Marine Corps s'écrase.
- Le 22 octobre 1986, un F/A-18A (161933) de l'US Navy s'écrase dans la baie de Chesapeake durant un vol d'essais du Patuxent Naval Air Test Center. Le pilote est tué.
- Le 8 décembre 2008 peu avant 20 h 0 UTC, un F/A-18 du corps des Marines des États-Unis s'écrase sur deux maisons dans une banlieue résidentielle de San Diego (Californie), en approche de la Marine Corps Air Station Miramar. Le pilote s'éjecte, tandis que trois victimes et un disparu sont à déplorer[43] ;
- Le 6 avril 2012 un F-18 s'écrase à Virginia Beach, Virginie, dans l'est des États-Unis. Les deux membres d'équipage ont pu s'éjecter, mais l'avion s'est écrasé à proximité d'une zone résidentielle[44] ;
- Le 15 janvier 2014 un F/A-18E s'abîme en mer à environ 70 km au large de Virginia Beach, Virginie. Repéré par un plaisancier puis évacué par un hélicoptère des garde-côtes, le pilote, qui s'était éjecté, s'en sortira après avoir été hospitalisé dans un état critique[45] ;
- En octobre 2015, un F-18 de l’US Air Force basé au Royaume-Uni s'écrase dans une zone agricole, l'accident entraîne la mort du pilote[46].
- Le 26 mai 2016 deux F/A-18 s'écrasent au large de la Caroline du Nord après être entrés en collision au cours d'un entraînement. Les quatre membres d'équipage sont blessés mais récupérés vivants par les garde-côtes[47] ;
- Le 2 juin 2016 un F/A-18C (163455) de la patrouille acrobatique des Blue Angels au décollage de la Sewart Air Force Base (en) au Tennessee. Le pilote est tué dans l'accident[48],[49] ;
- Le 28 juillet 2016 un F/A-18C (165194) de l'US Marine Corps s'écrase au cours d'un entraînement d'attaque au sol à base altitude (straffing) de nuit à proximité de Twentynine Palms en Californie. Le pilote est tué[50].
- Le 25 octobre 2016 un F/A-18 de l'US Marine Corps s'écrase dans le désert californien. Le pilote s'en éjecte à temps et ne présente aucune blessure[51].
- Le 9 novembre 2016 deux F/A-18 de l'US Marine Corps entrent en collision au-dessus de l'océan Pacifique, au large de la ville de San Diego. Les deux pilotes sont récupérés vivants[51].
- Le 7 décembre 2016 un F/A-18 de l'US Marine Corps s'écrase en mer à 100 km au sud-est du Cap Ashizuri (Préfecture de Kōchi) au Japon en raison d'un problème technique. Le pilote est tué dans l'accident.
- Le 21 avril 2017 un F/A-18E Super Hornet de l'US Navy s'écrase en mer de Célèbes alors qu'il est en phase d'appontage sur l'USS Carl Vinson. Le pilote, qui a pu s'éjecter, est récupéré sain et sauf par les équipes de secours du porte-avions américain[52].
- Le 22 décembre 2024, alors qu’il venait de décoller du porte-avions USS Harry S. Truman, un F/A-18E Super Hornet du CVW-1 de l'US Navy est abattu au-dessus de la mer Rouge par un tir ami de missile surface-air tiré depuis le croiseur américain USS Gettysburg. Les deux pilotes, qui ont pu s'éjecter, sont récupérés sains et saufs, seul l'un d'entre eux est légèrement blessé[53].

### Forces d'autres pays

#### Royal Australian Air Force
- 18 novembre 1987, crash F/A-18A, Great Palm Island (Queensland), pilote tué ;
- 2 août 1990, collision entre deux F/A-18A, un pilote tué, un appareil réparé ;
- 5 juin 1991, crash F/A-18A, 100 km au nord-est de Weipa (Queensland), pilote tué ;
- 19 mai 1992, crash F/A-18B, Shoalwater Bay (Cape Clinton, Queensland), pilote et passager tués[54].

#### Aviation royale canadienne
- 12 avril 1984, crash CF-188 (F-18A), proche de Lac Cold (Alberta), pilote tué ;
- 4 juin 1985, crash CF-188 (F-18A), BFC Cold Lake (Alberta), pilote éjecté ;
- 24 mai 1986, crash CF-188 (F-18A), BFC Summerside (Île-du-Prince-Édouard), pilote tué ;
- 4 mai 1987, crash CF-188B (F-18B), Renchen (Bade-Wurtemberg, Allemagne), deux pilotes éjectés ;
- 21 septembre 1987, crash CF-188 (F-18A), BFC Bagotville (Québec), pilote éjecté ;
- 20 octobre 1987, sortie de piste CF-188 (F-18A), RAF Alconbury (Cambridgeshire, Angleterre), pilote éjecté, appareil réparé[55] ;
- 5 avril 1988, crash CF-188 (F-18A), Île de Vancouver (Colombie-Britannique), pilote tué ;
- 11 janvier 1989, crash CF-188 (F-18A), Seibert Lake (Alberta), pilote tué ;
- 29 janvier 1990, crash CF-188 (F-18A), Inuvik (Territoires du Nord-Ouest), le pilote a survécu ;
- 4 avril 1990, crash CF-188 (F-18A), Lac Cold (Alberta), pilote tué ;
- 17 avril 1990, collision en vol entre deux CF-188 (F-18A), Karlsruhe (Bade-Wurtemberg, Allemagne), un pilote éjecté blessé, un pilote tué ;
- 22 avril 1990, crash CF-188 (F-18A), 30 km à l'O de l'Île de Vancouver (Colombie-Britannique), pilote tué ;
- 15 juin 1995, crash CF-188 (F-18A), Kingsley Field ANGB Klamath Falls (Oregon, États-Unis), pilote éjecté ;
- 5 juillet 1995, crash CF-188 (F-18A), Primrose Lake (Alberta), pilote tué ;
- 14 août 1996, crash CF-188 (F-18A), Île de Baffin (Nunavut), pilote éjecté ;
- 26 mai 2003, crash CF-188 (F-18A), proche de Lac Cold (Alberta), pilote tué ;
- 19 juin 2004, sortie de piste CF-188 (F-18A), Yellowknife (Territoires du Nord-Ouest), pilote éjecté, appareil réparé[55] ;
- 16 août 2005, crash CF-188 (F-18A), à 100 km au nord-ouest de BFC Bagotville (Québec), pilote éjecté ;
- 23 juillet 2010, crash CF-18-22-MC, CAF station Lethbridge (Alberta), pilote éjecté ;
- 17 novembre 2010, crash CF-188 (F-18A), Lac Cold (Alberta), pilote éjecté[56].
- 28 novembre 2016, crash CF-188(F-81A), BFC Cold Lake (Alberta), pilote tué[57]

#### Ejército del aire
- 7 novembre 1988, crash EF-18A, Sierra de la Muela (Région de Murcie), pilote éjecté ;
- 28 novembre 1991, crash EF-18A, Bardenas Reales (Navarre), pilote tué ;
- 16 août 1994, collision avec des oiseaux EF-18A, Bardenas Reales (Navarre), pilote éjecté ;
- 13 mars 2000, collision entre deux EF-18A, Ejea de los Caballeros (Province de Saragosse), un pilote éjecté, un pilote tué ;
- 2 avril 2009, crash EF-18-A, Bardenas Reales (Navarre), piloté éjecté ;
- 2 avril 2009, un EF-18A Hornet de l'Ejercito del Aire s'est écrasé dans un polygone de tir situé dans le désert des Bardenas Reales en Navarre (Espagne). Le pilote a pu s'éjecter sans encombre[58] ;
- 16 juin 2009, collision en vol entre deux F/A-18A-16-MC, à 60 miles au sud-est de Grande Canarie, deux pilotes éjectés.
- 17 octobre 2017, crash au décollage d'un F18 sur la base militaire de Torrejon de Ardoz, près de Madrid, un pilote tué[59].
- 20 mai 2023, un avion EF-18 de l’armée de l’air espagnole s’est écrasé sur la base aérienne de Saragosse, capitale de la province d’Aragon, lors d'un meeting, pilote éjecté[60].

#### Suomen ilmavoimat
- 8 novembre 2001, collision en vol entre deux F-18C, Lappajärvi (Ostrobotnie du Sud, (crash à Karstula, Finlande-Centrale), un pilote éjecté, un appareil réparé ;
- 21 janvier 2010, crash F-18D, Juupajoki (Pirkanmaa), deux pilotes éjectés blessés ;
- 26 janvier 2011, sortie de piste F/A-18C, Tampere-Pirkkala Air Base (Pirkanmaa), avion réparé.

#### Royal Malaysian Air Force
- 29 mars 2003, dérapage sur la piste à la suite de la crevaison d'un pneu d'un F/A-18D-50, Aéroport international de Kuching (Sarawak), deux pilotes éjectés, appareil réparé.

#### Forces aériennes suisses
- 7 avril 1998, vers 14 h 20, un F/A-18D (J-5231) s'écrase dans la région de Crans Montana en Valais par mauvais temps, les deux membres d'équipage sont tués. L'accident est très vraisemblablement dû à une désorientation spatiale (accumulation fatale de facteurs négatifs) du pilote[61] ;
- 23 octobre 2013 vers 14 h, un F/A-18D (J-5237) s'écrase à Alpnachstad dans le canton d'Obwald par mauvais temps. Le pilote et son passager (un médecin de l'aviation militaire) sont décédés[62] ;
- 14 octobre 2015, vers 11 h 30, un F/A-18D (J-5235) ayant décollé de Payerne, en vol dans le secteur d'entraînement EUC 25 commun à la Suisse et à la France, s'est écrasé dans une zone non habitée dans le département du Doubs (France), à Glamondans. Le pilote, seul occupant de l'appareil biplace, est parvenu à s'éjecter. Il a été récupéré et pris en charge par les secours[63] ;
- 29 août 2016, lors d'un vol aux instruments dû à des conditions météorologiques exécrables, un F/A-18C (J-5022) percute un flanc de montagne à proximité du col du Susten dans le canton de Berne. L'appareil avait décollé de Meiringen 15 secondes après son leader pour un exercice de combat aérien avec un F-5E, étant donné les conditions métrologiques les pilotes n'avaient aucune vue sur l'autre avion. Le dernier contact radio a lieu à 16h05, les recherches, très difficiles en raison de la météo, débutent peu après. Les débris ainsi que le corps du pilote de 27 ans ont été retrouvés 24 heures plus tard. Les premiers éléments de l'enquête avancent une altitude de vol erronée donnée par le contrôle aérien.

## Culture populaire
Le F-18 est jouable dans les jeux vidéo :
- Digital Combat Simulator[64]
- Flight Simulator X (inclus dans l'Acceleration Expansion Pack)
- Ace Combat: Assault Horizon
- Ace Combat: Squadron Leader
- Ace Combat: The Belkan War
- Ace Combat X: Skies of Deception
- Ace Combat: Joint Assault
- Ace Combat 7: Skies Unknown
- Battlefield 3
- F/A-18 Interceptor (Amiga)
- Tom Clancy's H.A.W.X 1 et 2
- Jane's US Navy Fighters 97 (en) (USNF 97)
- Wargame: Airland Battle
- Wargame: Red Dragon
- Arma 3 (Modification)
- Infinite Flight (sur mobile)
- Microsoft flight Simulator 2020 (DLC gratuit pour la sortie de Top Gun Maverick)
- Warthunder

### Cinéma
- Dans L'Agence tous risques, les protagonistes s'échappent à bord d'un ravitailleur KC-130T. Alors qu'ils décollent, ils brisent l'ensemble des verrières de F/A-18 alignés avec les ailes du ravitailleur, empêchant ainsi les chasseurs de décoller. Le film ayant été tourné au Canada, il s'agit en réalité de CF-188B dont les marquages ont été modifiés en post-production.
- Dans Rock, une escadrille de 6 F/A-18 est désignée par le Président pour larguer du plasma alumino-thermique sur la prison d'Alcatraz. Les avions sont représentés avec des marquages fictifs de l'«U.S Air Force».
- Dans Battleship, les F/A-18 sont utilisés comme élément aérien dans la lutte contre les extraterrestres.
- Dans Independence Day, le F/A-18 est vu tout au long du film. Il est notamment utilisé par le capitaine Steven Hiller (Will Smith) et le président Thomas Whitmore (Bill Pullman) lors des batailles contre les extraterrestres. Lors de la bataille finale, le pilote Russell Casse (Randy Quaid) sacrifie son F/A-18 afin de détruire le vaisseau extraterrestre au-dessus du Nevada.
- Dans Batman v Superman : L'Aube de la justice, une formation de 5 F/A-18 survole le cortège funèbre de Superman.
- Dans Planes, plusieurs F/A-18 sont visibles dans le film.
- Dans Top Gun : Maverick, plusieurs F/A-18 sont visibles dans le film. Modèle remplaçant les Grumman F-14 Tomcat de l'US Navy représentée dans Top Gun, sorti en 1986.